# Effectifs du Championnat d'Europe masculin de basket-ball 2015
Cet article liste les effectifs des équipes participant au Championnat d'Europe de basket-ball 2015.

### 

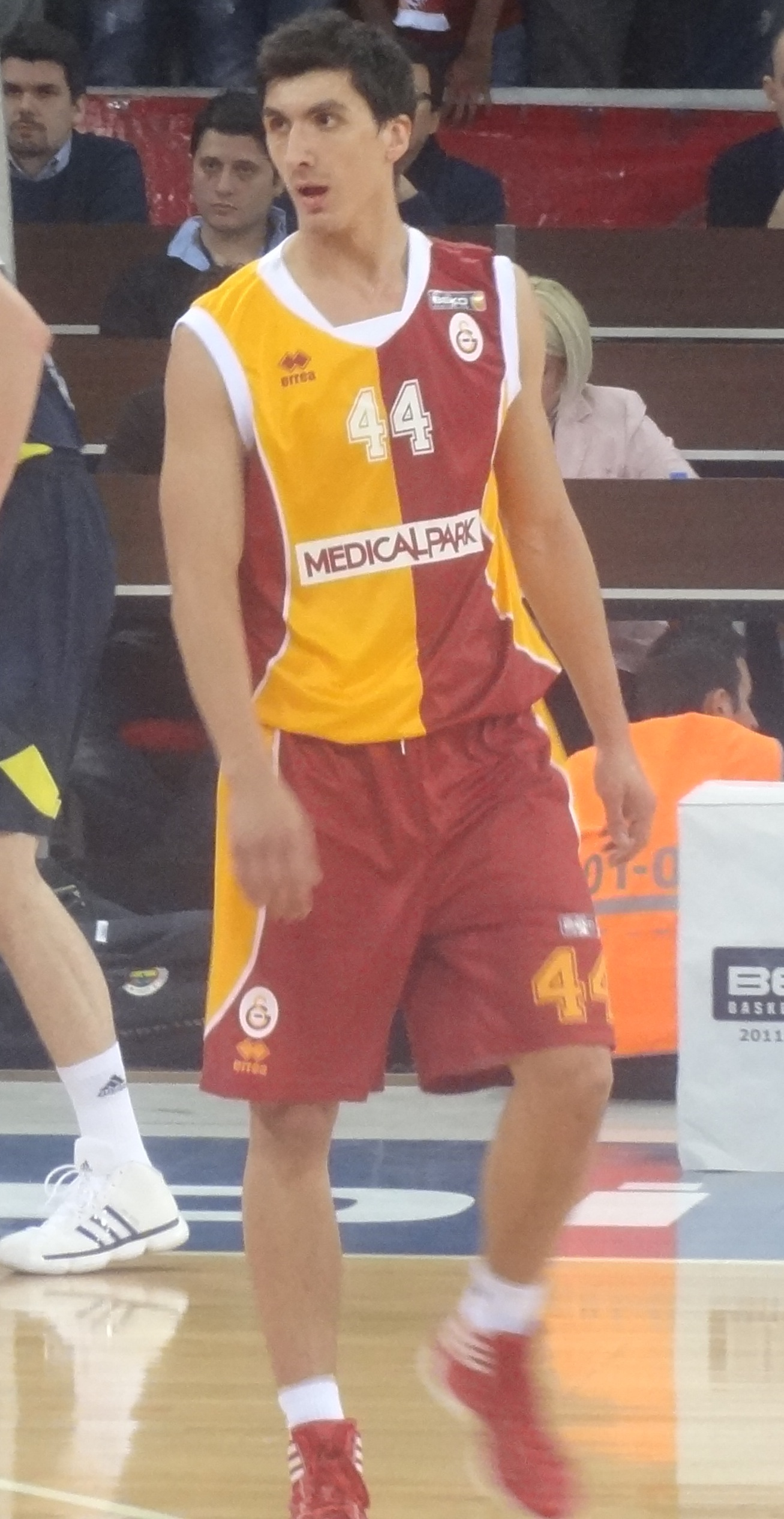
Nihad Đedović

## Groupe A

### Bosnie-Herzégovine
La sélection est composée de :
| Numéro | Joueur             | Poste | Naissance         | Taille | Club 2014-2015     |
| ------ | ------------------ | ----- | ----------------- | ------ | ------------------ |
| 4      | Muhamed Pašalić    | PG    | 27 août 1987      | 1,94 m | Aris Salonique     |
| 5      | Nedim Buza         | SG    | 10 mai 1995       | 2,02 m | Spars Sarajevo     |
| 6      | Andrija Stipanović | C     | 18 décembre 1986  | 2,08 m | Trabzonspor        |
| 7      | Marko Šutalo       | SG    | 13 avril 1983     | 1,93 m | CSU Pitești        |
| 9      | Edin Bavčić        | PF    | 6 mai 1984        | 2,05 m | Sigal Prishtina    |
| 10     | Nemanja Gordić     | PG    | 25 septembre 1988 | 1,94 m | Cedevita Zagreb    |
| 11     | Elmedin Kikanović  | C     | 2 septembre 1988  | 2,08 m | Nancy              |
| 13     | Dalibor Peršić     | PF    | 28 août 1985      | 1,97 m | HKK Široki         |
| 15     | Milan Milošević    | SF    | 26 septembre 1985 | 2,02 m | AEK Athènes        |
| 20     | Alex Renfroe       | PG    | 23 mai 1986       | 1,95 m | ALBA Berlin        |
| 23     | Adin Vrabać (en)   | SG    | 27 janvier 1994   | 2,05 m | TBB Trier          |
| 30     | Draško Albijanić   | PF    | 14 décembre 1986  | 2,08 m | KK Kožuv           |
| 8      | Marko Jošilo       | SF    | 16 octobre 1992   | 2,00 m | KK Metalac Valjevo |
| 33     | Miroslav Todić     | PF    | 6 janvier 1985    | 2,05 m | Dinamo Sassari     |
| 14     | Stefan Glogovac    | SF    | 13 juin 1994      | 2,06 m | Spars Sarajevo     |
|        | Nihad Đedović      | SF    | 12 janvier 1990   | 2,00 m | Bayern Munich      |
|        | Miralem Halilović  | PF    | 22 juillet 1991   | 2,05 m | KK Krka Novo Mesto |
|        | Draško Knežević    | PG    | 3 février 1993    | 1,84 m | KK Igokea          |
|        | Emir Zimić         | C     | 4 juin 1986       | 2,18 m | KK Šentjur         |
|        | Jusuf Nurkić       | C     | 23 août 1994      | 2,13 m | Nuggets de Denver  |
|        | Mirza Teletović    | PF    | 17 septembre 1985 | 2,06 m | Nets de Brooklyn   |

Sélectionneur :  Dusko Ivanović
Assistants : Alen Abaz, Mrdja Milkan, Nenad Trajkovic
Légende :

Le 4 septembre 2015, Miroslav Todić, blessé, est remplacé par Draško Albijanić.

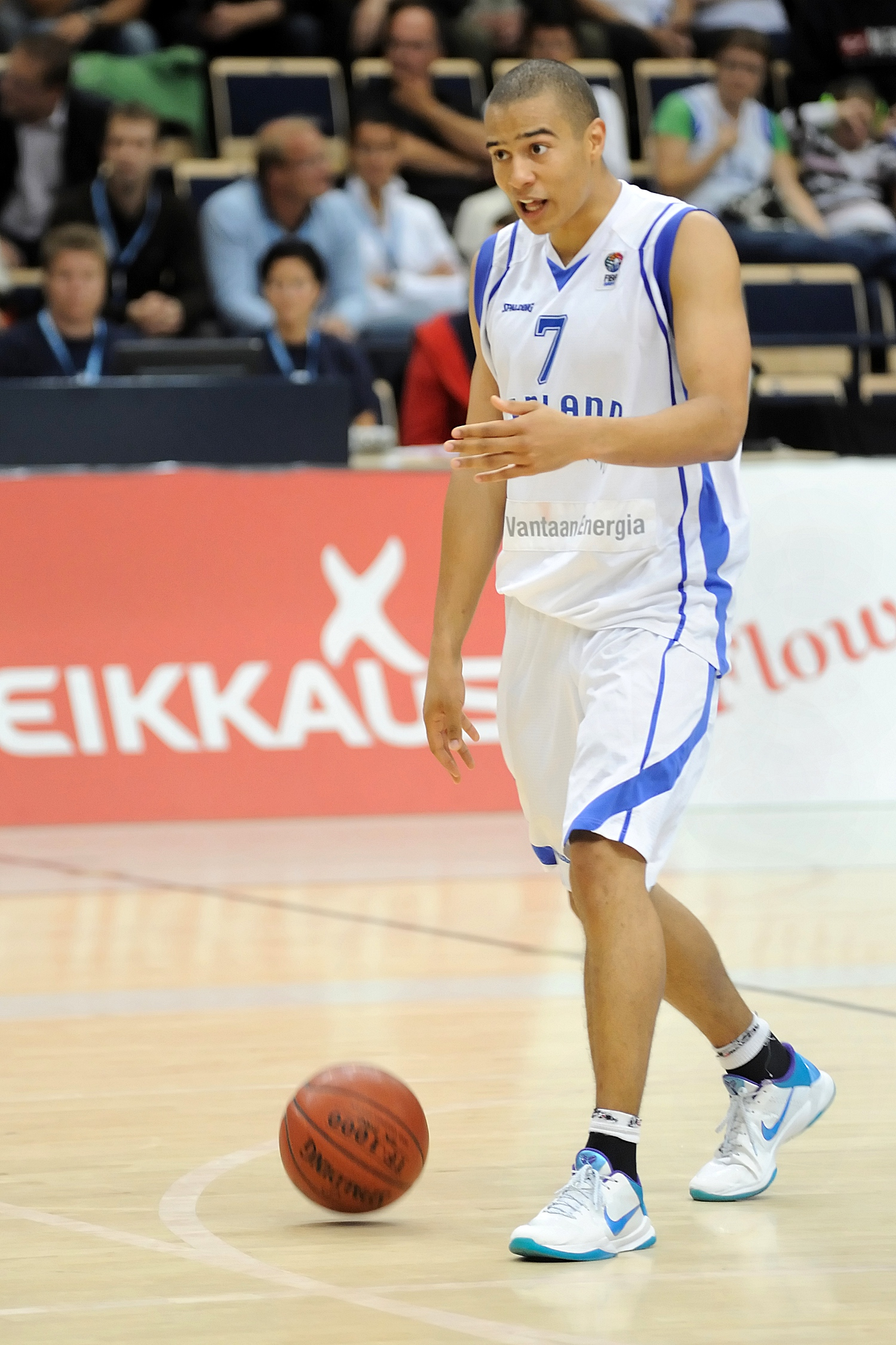
Shawn Huff

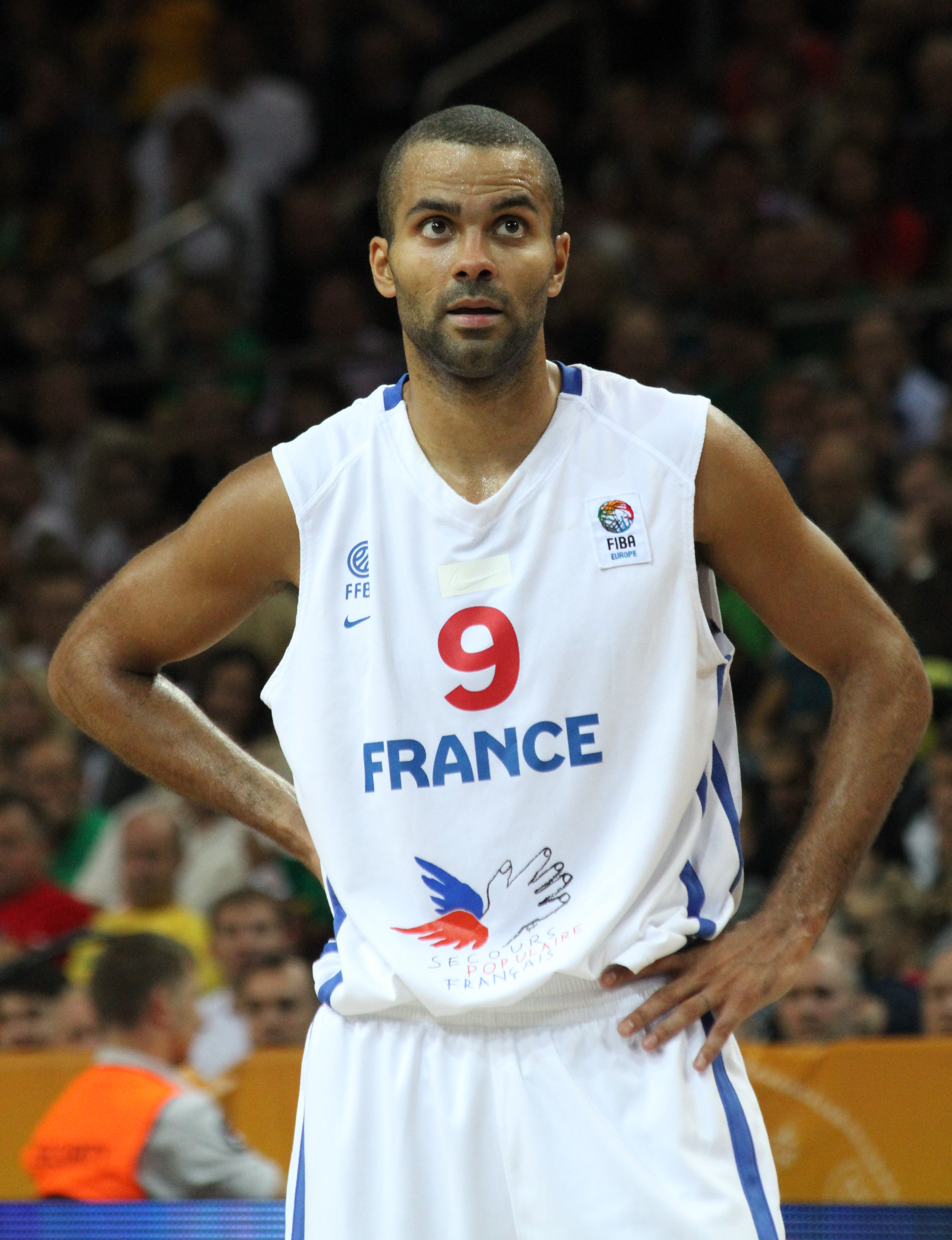
Tony Parker

### Finlande
La sélection est composée de :
| Numéro | Joueur           | Poste | Naissance        | Taille | Club 2014-2015         |
| ------ | ---------------- | ----- | ---------------- | ------ | ---------------------- |
| 4      | Mikko Koivisto   | SG    | 18 avril 1987    | 1,94 m | Francfort Skyliners    |
| 7      | Shawn Huff       | SG    | 5 mai 1984       | 1,98 m | MHP Riesen Ludwigsburg |
| 8      | Gerald Lee       | C     | 23 novembre 1987 | 2,08 m | CSU Asesoft Ploiești   |
| 9      | Sasu Salin       | SG    | 11 juin 1991     | 1,91 m | Union Olimpija         |
| 10     | Tuukka Kotti     | PF    | 18 mars 1981     | 2,05 m | Loimaa Bisons          |
| 11     | Petteri Koponen  | PG    | 13 avril 1988    | 1,94 m | BC Khimki Moscou       |
| 12     | Matti Nuutinen   | SF    | 6 mai 1990       | 2,00 m | Loimaa Bisons          |
| 21     | Ville Kaunisto   | PF    | 19 mars 1982     | 2,04 m | Kouvot Kouvola         |
| 24     | Joonas Cavén     | PF    | 9 janvier 1993   | 2,11 m | 87ers du Delaware      |
| 30     | Roope Ahonen     | PG    | 12 juin 1990     | 1,87 m | Loimaa Bisons          |
| 31     | Jamar Wilson     | SG    | 22 février 1984  | 1,85 m | Adelaide 36ers         |
| 33     | Erik Murphy      | PF    | 26 octobre 1990  | 2,08 m | Spurs d'Austin         |
| 14     | Antero Lehto     | PG    | 2 avril 1984     | 1,84 m | Tampereen Pyrintö      |
| 15     | Teemu Rannikko   | PG    | 9 septembre 1980 | 1,89 m | Joensuun Kataja        |
| 22     | Carl Lindbom     | PF    | 10 novembre 1991 | 2,06 m | Helsinki Seagulls      |
| 32     | Alexander Madsen | PF    | 26 janvier 1995  | 2,07 m | Kouvot Kouvola         |
|        | Tuomas Hirvonen  | PG    | 17 mai 1996      | 1,90 m | Kouvot Kouvola         |
|        | Oskar Michelsen  | C     | 24 mai 1995      | 2,04 m | Wildcats de Davidson   |
|        | Samuli Nieminen  | SF    | 24 août 1996     | 2,02 m | HBA-Marsky Helsinki    |
|        | Antto Nikkarinen | PG    | 1er mars 1991    | 1,85 m | Loimaa Bisons          |
|        | Ozan Odabasi     | C     | 8 août 1995      | 2,06 m | Tapiolan Honka         |
|        | Julius Rajala    | SF    | 12 juin 1994     | 2,05 m | Ramblers de Loyola     |

Sélectionneur :  Henrik Dettmann
Assistants : Pekka Salminen, Lassi Tuovi, Ari Tammivaara, Jukka Toijala
Légende :

### France
La sélection est composée de :
| Numéro | Joueur             | Poste | Naissance         | Taille | Club 2014-2015                  |
| ------ | ------------------ | ----- | ----------------- | ------ | ------------------------------- |
| 4      | Léo Westermann     | PG    | 24 juillet 1992   | 1,97 m | Limoges                         |
| 5      | Nicolas Batum      | GF    | 14 décembre 1988  | 2,03 m | Trail Blazers de Portland       |
| 7      | Joffrey Lauvergne  | FC    | 30 septembre 1991 | 2,09 m | Nuggets de Denver               |
| 8      | Charles Kahudi     | SF    | 19 juillet 1986   | 1,99 m | Le Mans Sarthe Basket           |
| 9      | Tony Parker        | PG    | 17 mai 1982       | 1,88 m | Spurs de San Antonio            |
| 10     | Evan Fournier      | SG    | 29 octobre 1992   | 1,97 m | Magic d'Orlando                 |
| 11     | Florent Piétrus    | PF    | 19 janvier 1981   | 2,01 m | Nancy                           |
| 12     | Nando de Colo      | G     | 23 juin 1987      | 1,95 m | CSKA Moscou                     |
| 13     | Boris Diaw         | PF    | 16 avril 1982     | 2,05 m | Spurs de San Antonio            |
| 15     | Mickaël Gelabale   | GF    | 22 mai 1983       | 2,01 m | Timberwolves du Minnesota       |
| 16     | Rudy Gobert        | C     | 26 juin 1992      | 2,13 m | Jazz de l'Utah                  |
| 19     | Mouhammadou Jaiteh | C     | 27 novembre 1994  | 2,08 m | Nanterre                        |
| 4      | Thomas Heurtel     | PG    | 10 avril 1989     | 1,87 m | Efes Istanbul                   |
| 6      | Antoine Diot       | PG    | 17 janvier 1989   | 1,90 m | Strasbourg                      |
| 14     | Alexis Ajinça      | C     | 6 mai 1988        | 2,15 m | Pelicans de La Nouvelle-Orléans |
| 17     | Fabien Causeur     | SG    | 16 juin 1987      | 1,91 m | Saski Baskonia                  |
| 18     | Kim Tillie         | C     | 15 juillet 1988   | 2,10 m | Saski Baskonia                  |
|        | Nobel Boungou Colo | SF    | 26 avril 1988     | 2,10 m | Limoges                         |
|        | Edwin Jackson      | SG    | 18 septembre 1989 | 1,90 m | Barcelone                       |
|        | Jérémy Leloup      | SF    | 31 janvier 1987   | 2,02 m | Strasbourg                      |
|        | Ian Mahinmi        | PF    | 5 novembre 1986   | 2,06 m | Pacers de l'Indiana             |
|        | Adrien Moerman     | PF    | 7 août 1988       | 2,02 m | Limoges                         |
|        | Kevin Séraphin     | C     | 7 décembre 1989   | 2,05 m | Wizards de Washington           |
|        | Ali Traoré         | C     | 28 février 1985   | 2,05 m | Strasbourg                      |

Sélectionneur :  Vincent Collet
Assistants : Jacques Commères, Ruddy Nelhomme
Légende :
- Non retenu dans la liste des 12
- Non retenu dans la liste des 16

Le 2 mai 2015, le sélectionneur Vincent Collet annonce une liste de 24 joueurs présélectionnés. Le 25 juin 2015, la liste est réduite à 16 joueurs. Le 30 juillet 2015, Fabien Causeur, souffrant d'une blessure à l’œil, quitte le groupe. Le 10 août 2015, la liste est réduite à 14 joueurs et Kim Tillie quitte le groupe. Six jours plus tard, la liste des 12 joueurs est annoncée, Mouhammadou Jaiteh et Thomas Heurtel ne sont pas retenus. Le 27 août 2015, Alexis Ajinça, blessé au tendon d'Achille, déclare forfait et est remplacé par Mouhammadou Jaiteh. Le 2 septembre 2015, Antoine Diot, souffrant d'une blessure à la cuisse, est remplacé par Thomas Heurtel. Le 4 septembre 2015, Heurtel est jugé inapte à jouer par son club, il est remplacé par Léo Westermann.

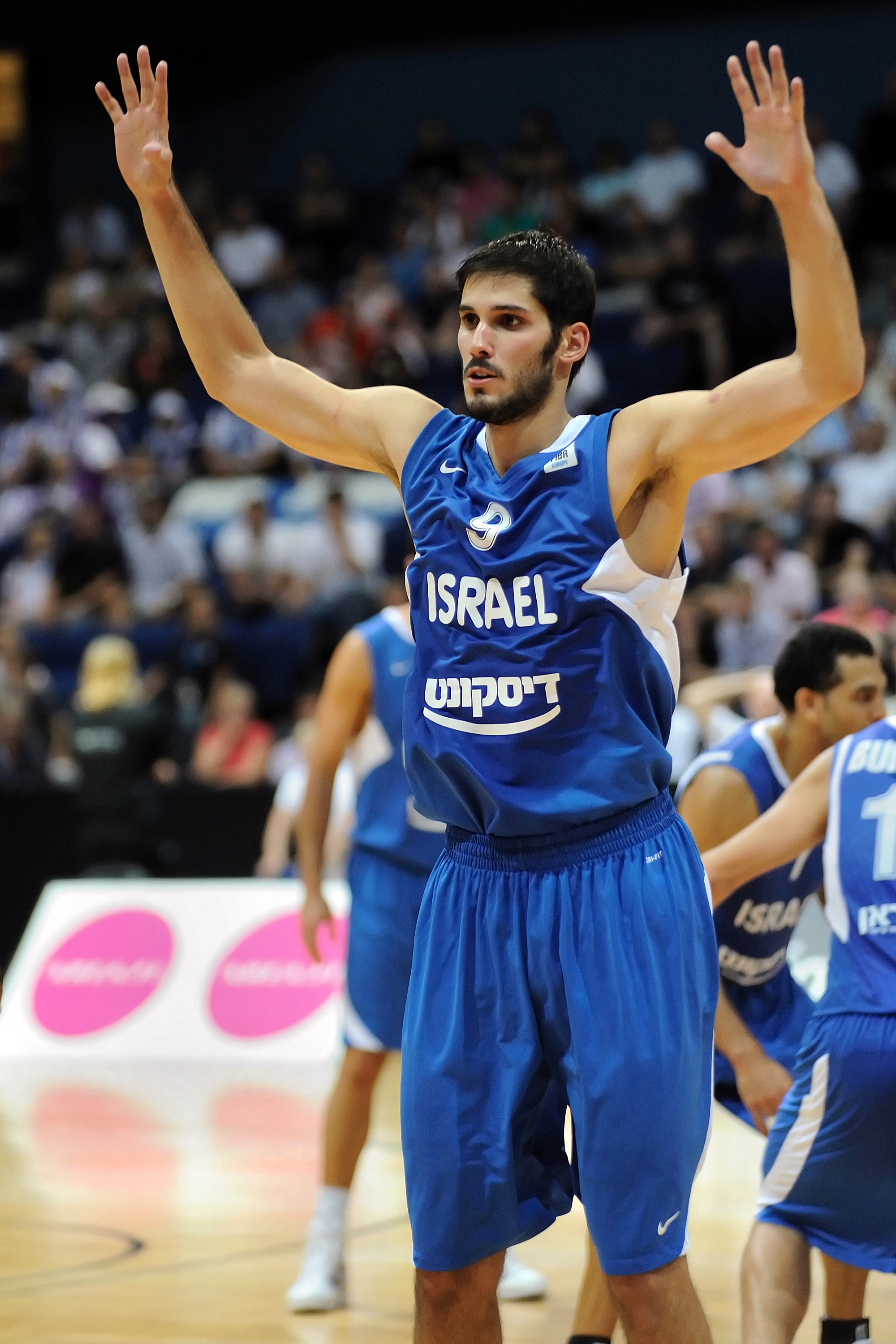
Omri Casspi

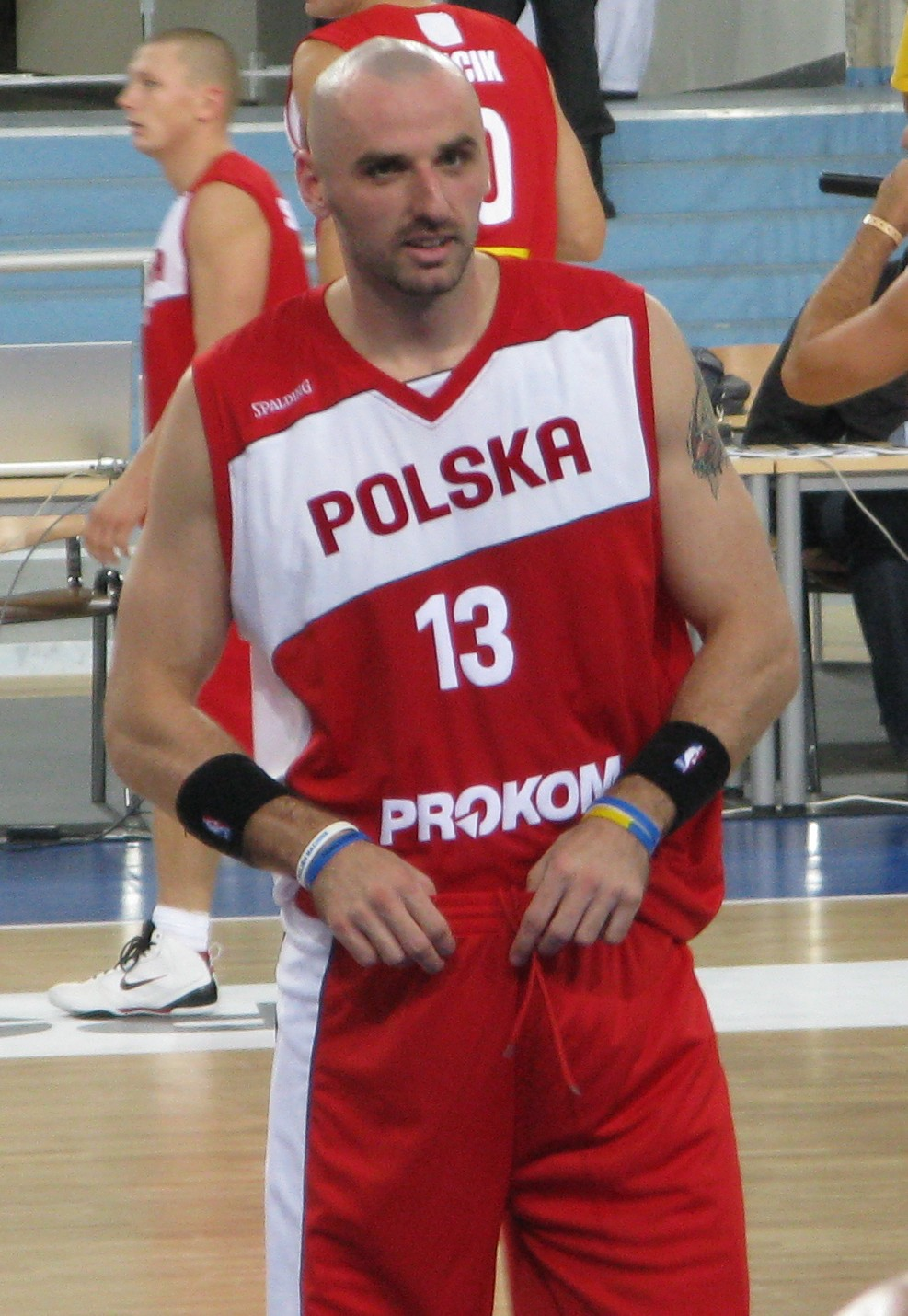
Marcin Gortat

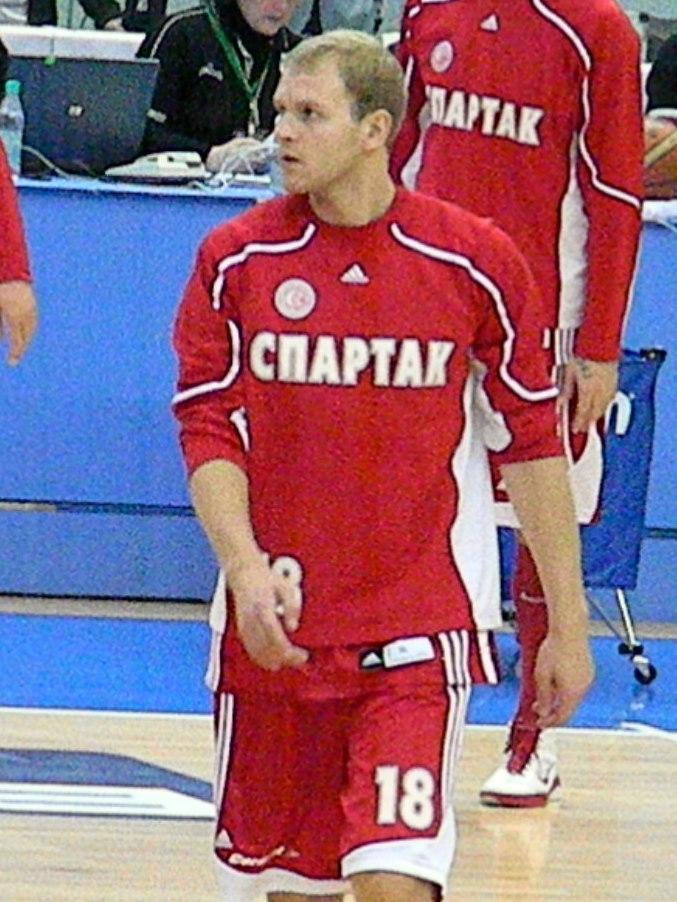
Anton Ponkrachov

### Israël
La sélection est composée de :
| Numéro | Joueur            | Poste | Naissance        | Taille | Club 2014-2015        |
| ------ | ----------------- | ----- | ---------------- | ------ | --------------------- |
| 5      | Dagan Yivzori     | SG    | 15 octobre 1985  | 1,90 m | Maccabi Tel-Aviv      |
| 6      | Shawn Dawson      | SG    | 12 décembre 1993 | 1,95 m | Maccabi Rishon LeZion |
| 7      | Gal Mekel         | PG    | 4 mars 1988      | 1,90 m | BK Nijni Novgorod     |
| 8      | Lior Eliyahu      | SF    | 9 septembre 1985 | 2,03 m | Hapoël Jérusalem      |
| 9      | Omri Casspi       | SF    | 22 juin 1988     | 2,04 m | Kings de Sacramento   |
| 10     | Raviv Limonad     | PG    | 26 août 1984     | 1,91 m | Hapoël Tel-Aviv       |
| 11     | Elishay Kadir     | SF    | 4 novembre 1987  | 2,02 m | Hapoël Eilat          |
| 12     | Yogev Ohayon      | PG    | 24 avril 1987    | 1,91 m | Maccabi Tel-Aviv      |
| 14     | Yaniv Green       | C     | 16 mai 1980      | 2,04 m | Hapoël Jérusalem      |
| 15     | D'or Fischer      | C     | 12 octobre 1981  | 2,11 m | UNICS Kazan           |
| 16     | Robert Rothbart   | C     | 16 juin 1986     | 2,17 m | Ironi Nahariya        |
| 23     | Bar Timor         | PG    | 2 mars 1992      | 1,91 m | Hapoël Jérusalem      |
| 4      | Afik Nissim       | PG    | 31 janvier 1981  | 1,86 m | Hapoël Eilat          |
| 13     | Alexey Chubrevich | C     | 23 juillet 1986  | 2,17 m | Maccabi Haïfa         |
| 21     | Oz Blayzer        | PF    | 29 décembre 1992 | 1,99 m | Bnei Herzliya         |
|        | Yotam Halperin    | SG    | 24 janvier 1984  | 1,93 m | Hapoël Jérusalem      |
|        | Nitzan Hanochi    | SG    | 10 juin 1986     | 1,90 m | Maccabi Rishon LeZion |
|        | Rafael Menco      | SF    | 5 mars 1994      | 1,98 m | Hapoël Gilboa Galil   |
|        | Yuval Naimy       | SG    | 31 août 1985     | 1,85 m | Bnei Herzliya         |
|        | Guy Pnini         | SF    | 4 septembre 1983 | 2,00 m | Maccabi Tel-Aviv      |

Sélectionneur : Ezer Edelshtein
Assistants :  Lior Lubin, Alon Stein
Légende :

### Pologne
La sélection est composée de :
| Numéro | Joueur               | Poste | Naissance        | Taille | Club 2014-2015        |
| ------ | -------------------- | ----- | ---------------- | ------ | --------------------- |
| 0      | Olek Czyż            | PF    | 3 mars 1990      | 2,04 m | Turów Zgorzelec       |
| 5      | Aaron Cel            | PF    | 4 mars 1987      | 2,03 m | Stelmet Zielona Góra  |
| 6      | A. J. Slaughter      | SG    | 3 août 1987      | 1,91 m | Panathinaïkos         |
| 7      | Damian Kulig         | PF    | 23 juin 1987     | 2,04 m | Turów Zgorzelec       |
| 9      | Mateusz Ponitka      | SF    | 29 août 1993     | 1,97 m | Oostende              |
| 12     | Adam Waczyński       | SG    | 15 octobre 1989  | 1,99 m | Obradoiro CAB         |
| 13     | Marcin Gortat        | C     | 17 février 1984  | 2,11 m | Wizards de Washington |
| 15     | Łukasz Koszarek      | PG    | 12 janvier 1984  | 1,87 m | Stelmet Zielona Góra  |
| 17     | Przemysław Zamojski  | SF    | 16 décembre 1986 | 1,93 m | Stelmet Zielona Góra  |
| 24     | Przemysław Karnowski | C     | 8 novembre 1993  | 2,15 m | Bulldogs de Gonzaga   |
| 33     | Karol Gruszecki      | SF    | 4 novembre 1989  | 1,93 m | Czarni Słupsk         |
| 66     | Robert Skibniewski   | PG    | 19 juillet 1983  | 1,82 m | Śląsk Wrocław         |
| 10     | Mateusz Ponitka      | SF    | 29 août 1993     | 1,96 m | Oostende              |
| 11     | Dardan Berisha       | SG    | 15 novembre 1988 | 1,93 m | Sigal Prishtina       |
|        | Michał Chyliński     | SG    | 22 février 1986  | 1,96 m | Turów Zgorzelec       |
|        | Adam Hrycaniuk       | C     | 15 mars 1984     | 2,06 m | Stelmet Zielona Góra  |
|        | Michał Sokołowski    | SF    | 11 décembre 1992 | 1,90 m | Rosa Radom            |

Sélectionneur :  Mike Taylor
Assistants : Wojciech Kaminski, Pawel Turkiewicz, Krzysztof Szablowski
Légende :

### Russie
La sélection est composée de :
| Numéro | Joueur               | Poste | Naissance         | Taille | Club 2014-2015                      |
| ------ | -------------------- | ----- | ----------------- | ------ | ----------------------------------- |
| 1      | Andrey Zubkov        | PF    | 29 juin 1991      | 2,05 m | Lokomotiv Kouban-Krasnodar          |
| 4      | Evgeny Baburin       | SG    | 4 juillet 1987    | 1,90 m | BK Nijni Novgorod                   |
| 5      | Ruslan Pateev        | C     | 25 avril 1990     | 2,13 m | BC Khimki Moscou                    |
| 7      | Vitaly Fridzon       | SG    | 14 octobre 1985   | 1,95 m | CSKA Moscou                         |
| 9      | Egor Vyaltsev        | SG    | 10 octobre 1985   | 1,93 m | BC Khimki Moscou                    |
| 11     | Semion Antonov       | PF    | 18 juillet 1989   | 2,02 m | BK Nijni Novgorod                   |
| 12     | Sergueï Monya        | SF    | 15 avril 1983     | 2,02 m | BC Khimki Moscou                    |
| 13     | Dmitri Khvostov      | PG    | 21 août 1989      | 1,90 m | BK Nijni Novgorod                   |
| 14     | Anton Ponkrachov     | SG    | 23 avril 1986     | 2,00 m | UNICS Kazan                         |
| 20     | Andreï Vorontsevitch | SF    | 17 juillet 1987   | 2,07 m | CSKA Moscou                         |
| 32     | Andreï Desyatnikov   | C     | 4 mai 1994        | 2,20 m | Zénith Saint-Pétersbourg            |
| 41     | Nikita Kurbanov      | SF    | 5 octobre 1986    | 2,02 m | Lokomotiv Kouban-Krasnodar          |
| 18     | Evgeny Voronov       | SG    | 7 mai 1986        | 1,94 m | Lokomotiv Kouban-Krasnodar          |
| 22     | Pavel Antipov        | SF    | 19 septembre 1991 | 2,04 m | UNICS Kazan                         |
| 23     | Dmitri Koulaguine    | SF    | 1er juillet 1992  | 1,97 m | Zénith Saint-Pétersbourg            |
| 23     | Sergueï Tokarev      | SG    | 10 juin 1985      | 1,90 m | Dynamo Novossibirsk                 |
| 30     | Mikhaïl Koulaguine   | SG    | 4 août 1994       | 1,92 m | Rossiya Novogorsk                   |
| 99     | Pavel Podkolzine     | C     | 15 janvier 1985   | 2,26 m | Sibirtelecom Lokomotiv Novossibirsk |
|        | Stanislav Ilnitskiy  | PF    | 24 février 1994   | 2,00 m | BC Khimki Moscou                    |
|        | Pavel Korobkov       | PF    | 18 octobre 1990   | 2,06 m | CSKA Moscou                         |
|        | Alexander Martynov   | SG    | 9 janvier 1995    | 1,96 m | Rossiya Novogorsk                   |
|        | Ivan Strebkov        | SG    | 27 juillet 1991   | 1,85 m | CSKA Moscou                         |
|        | Evgeny Valiev        | PF    | 3 mai 1990        | 2,05 m | Zénith Saint-Pétersbourg            |
|        | Artem Vikhrov        | PG    | 21 octobre 1992   | 1,93 m | Zénith Saint-Pétersbourg            |
|        | Timofeï Mozgov       | C     | 16 juillet 1986   | 2,15 m | Cavaliers de Cleveland              |
|        | Alexey Shved         | SG    | 16 décembre 1988  | 1,98 m | Knicks de New York                  |

Sélectionneur :  Evgeny Pashutin
Assistants :  Zakhar Pachoutine, Andreï Maltsev, Gueorgui Artemiev
Légende :

Le 4 août 2015, blessé au dos, Alexey Shved déclare forfait pour la compétition.

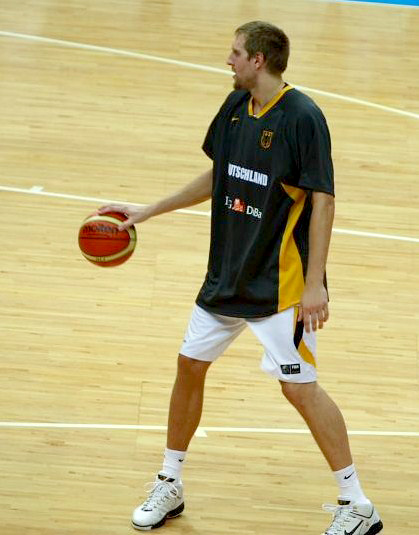
Dirk Nowitzki

## Groupe B

### Allemagne
La sélection est composée de :
| Numéro | Joueur               | Poste | Naissance         | Taille | Club 2014-2015           |
| ------ | -------------------- | ----- | ----------------- | ------ | ------------------------ |
| 4      | Maodo Lô             | PG    | 31 décembre 1992  | 1,92 m | Lions de Columbia        |
| 5      | Niels Giffey         | SF    | 8 juin 1991       | 2,01 m | ALBA Berlin              |
| 7      | Alex King            | PF    | 20 février 1985   | 2,00 m | ALBA Berlin              |
| 8      | Heiko Schaffartzik   | PG    | 3 janvier 1984    | 1,83 m | Bayern Munich            |
| 9      | Karsten Tadda        | SG    | 2 novembre 1988   | 1,90 m | Brose Baskets            |
| 11     | Tibor Pleiß          | C     | 2 novembre 1989   | 2,16 m | Barcelone                |
| 12     | Robin Benzing        | SF    | 25 janvier 1989   | 2,08 m | Bayern Munich            |
| 14     | Dirk Nowitzki        | PF    | 19 juin 1978      | 2,13 m | Mavericks de Dallas      |
| 17     | Dennis Schröder      | PG    | 15 septembre 1993 | 1,88 m | Hawks d'Atlanta          |
| 21     | Paul Zipser          | SG    | 18 février 1994   | 2,00 m | Bayern Munich            |
| 25     | Anton Gavel          | SG    | 24 octobre 1984   | 1,89 m | Bayern Munich            |
| 77     | Johannes Voigtmann   | C     | 30 septembre 1992 | 2,09 m | Francfort Skyliners      |
| 3      | Akeem Vargas         | SG    | 29 avril 1990     | 1,92 m | ALBA Berlin              |
| 33     | Maik Zirbes          | C     | 29 janvier 1990   | 2,07 m | Étoile rouge de Belgrade |
|        | Danilo Barthel       | PF    | 24 octobre 1991   | 2,07 m | Francfort Skyliners      |
|        | Elias Harris         | PF    | 6 juillet 1989    | 1,99 m | Brose Baskets            |
|        | Andreas Obst         | PG    | 13 juillet 1996   | 1,91 m | Brose Baskets            |
|        | Maximilian Ugrai     | PF    | 28 juillet 1995   | 2,01 m | S.Oliver Baskets         |
|        | Bastian Doreth       | PG    | 8 juin 1989       | 1,82 m | Artland Dragons          |
|        | Konstantin Klein     | SG    | 21 mai 1991       | 1,85 m | Francfort Skyliners      |
|        | Bogdan Radosavljević | C     | 11 juillet 1993   | 2,13 m | Walter Tigers Tübingen   |
|        | Maurice Stuckey      | PG    | 30 mai 1990       | 1,87 m | EWE Baskets Oldenburg    |

Sélectionneur : - Chris Fleming
Assistants : Alexander Jensen,  Henrik Rödl, Martin Schiller
Légende :

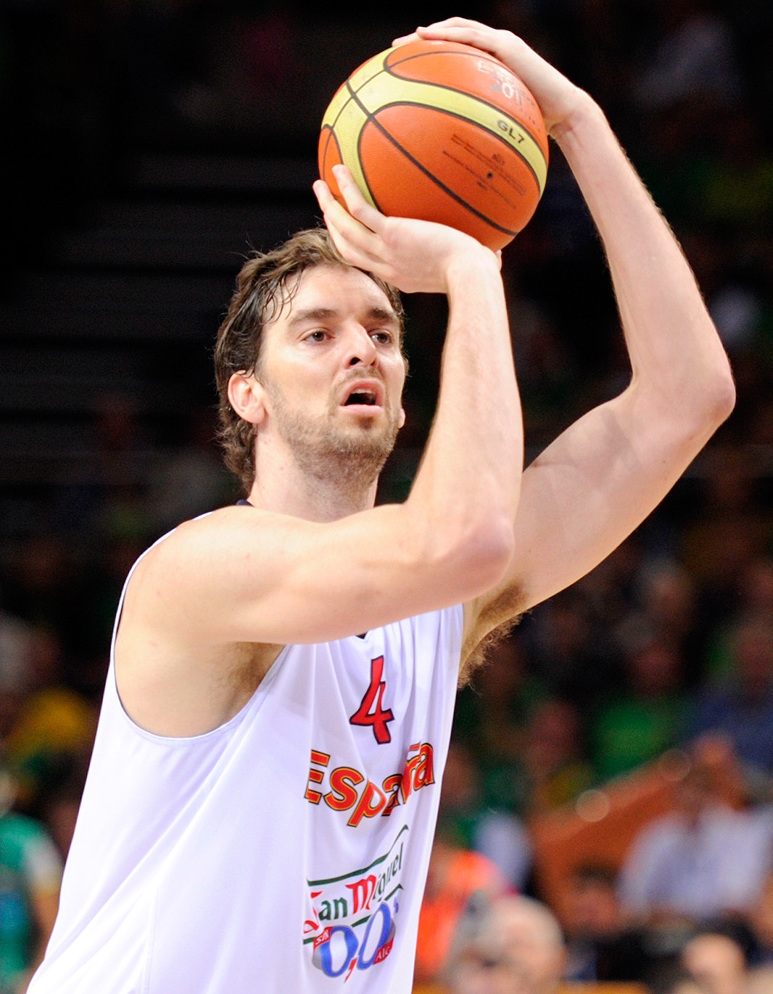
Pau Gasol

### Espagne
La sélection est composée de :
| Numéro | Joueur                | Poste | Naissance         | Taille | Club 2014-2015            |
| ------ | --------------------- | ----- | ----------------- | ------ | ------------------------- |
| 4      | Pau Gasol             | C     | 6 juillet 1980    | 2,15 m | Bulls de Chicago          |
| 5      | Rudy Fernández        | F     | 4 avril 1985      | 1,95 m | Real Madrid               |
| 6      | Sergio Rodríguez      | PG    | 12 juin 1986      | 1,88 m | Real Madrid               |
| 7      | Guillermo Hernangómez | C     | 27 mai 1994       | 2,08 m | CB Sevilla                |
| 8      | Pau Ribas             | PG    | 2 mars 1987       | 1,90 m | Valencia Basket Club      |
| 9      | Felipe Reyes          | PF    | 16 mars 1980      | 2,06 m | Real Madrid               |
| 10     | Victor Claver         | PF    | 30 août 1988      | 2,05 m | BC Khimki Moscou          |
| 11     | Fernando San Emeterio | F     | 1er janvier 1981  | 1,99 m | Saski Baskonia            |
| 12     | Sergio Llull          | PG    | 15 novembre 1987  | 1,92 m | Real Madrid               |
| 13     | Pablo Aguilar         | PF    | 9 février 1989    | 2,08 m | Valencia Basket Club      |
| 14     | Nikola Mirotić        | C     | 11 février 1991   | 2,08 m | Bulls de Chicago          |
| 15     | Guillem Vives         | PG    | 16 juin 1993      | 1,92 m | Valencia Basket Club      |
| 18     | Xavier Rabaseda       | SF    | 24 février 1989   | 1,96 m | Estudiantes Madrid        |
| 15     | Alejandro Abrines     | SF    | 1er août 1993     | 1,98 m | Barcelone                 |
| 13     | Dani Díez             | SF    | 7 avril 1993      | 2,03 m | Gipuzkoa Basket Club      |
| 17     | Quino Colom           | SG    | 1er novembre 1988 | 1,87 m | Bilbao Basket             |
|        | José Manuel Calderón  | PG    | 28 juillet 1981   | 1,91 m | Knicks de New York        |
|        | Alberto Corbacho      | SF    | 1er octobre 1984  | 2,01 m | Obradoiro                 |
|        | Marc Gasol            | C     | 29 janvier 1985   | 2,16 m | Grizzlies de Memphis      |
|        | Serge Ibaka           | PF    | 18 septembre 1989 | 2,07 m | Thunder d'Oklahoma City   |
|        | Nacho Martín          | PF    | 22 avril 1983     | 2,05 m | Estudiantes Madrid        |
|        | Juan Carlos Navarro   | PG    | 13 juin 1980      | 1,92 m | Barcelone                 |
|        | Ricky Rubio           | PG    | 21 octobre 1990   | 1,92 m | Timberwolves du Minnesota |

Sélectionneur :  Sergio Scariolo
Assistants : Angel Luis Sanchez-Canete Calvo, Jaume Ponsarnau, Jesus Vidorreta
Légende :
- Non retenu dans la liste des 12
- Non retenu dans la liste des 13
- Non retenu dans la liste des 15
- Non retenu dans la liste des 17

Le 30 juin 2015, le sélectionneur Sergio Scariolo annonce la liste des 17 joueurs présélectionnés. Le 10 août 2015, Dani Díez et Quino Colom sont écartés du groupe désormais à 14. Le 21 août 2015, la liste des 12 joueurs retenus pour la compétition est connue.

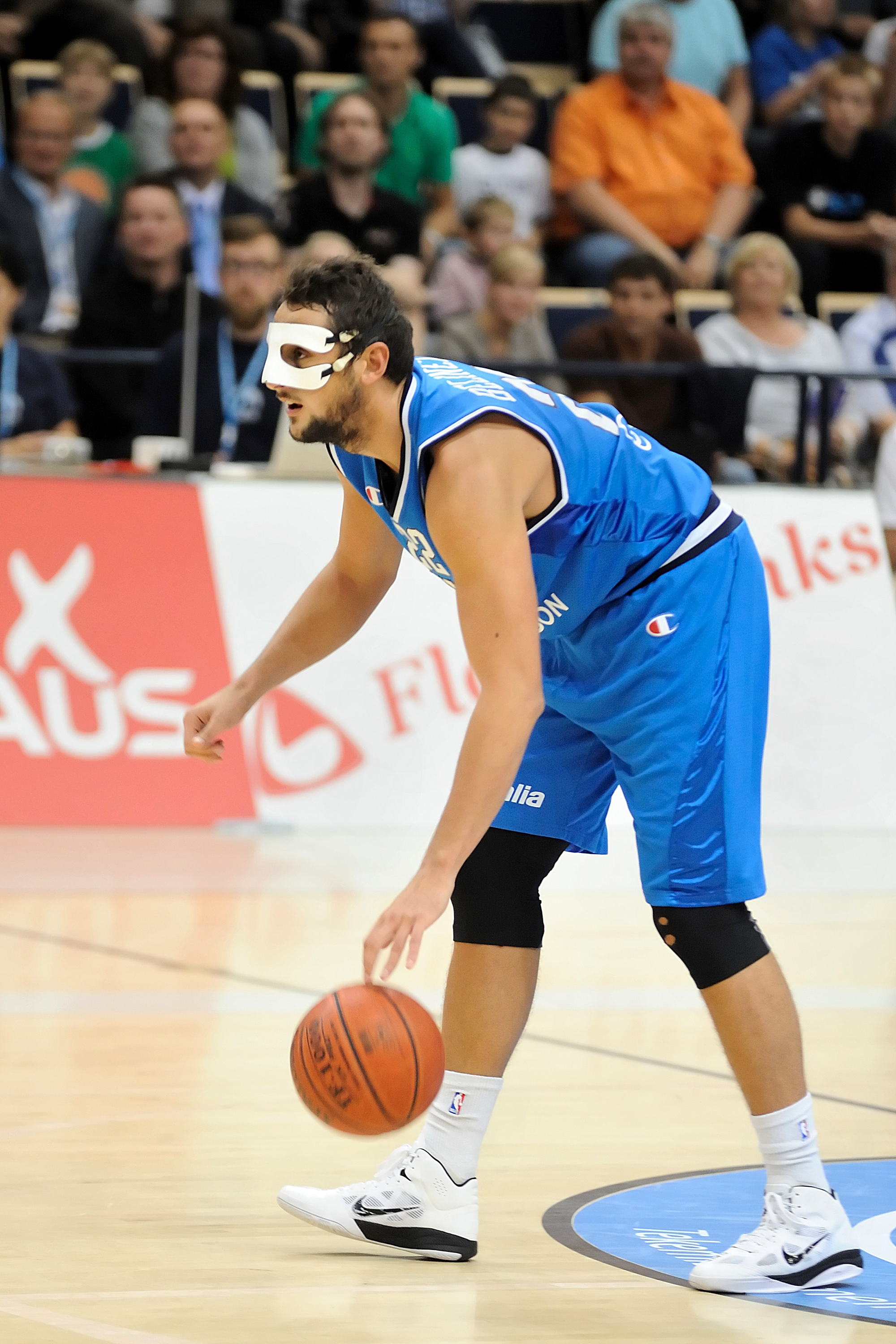
Marco Belinelli

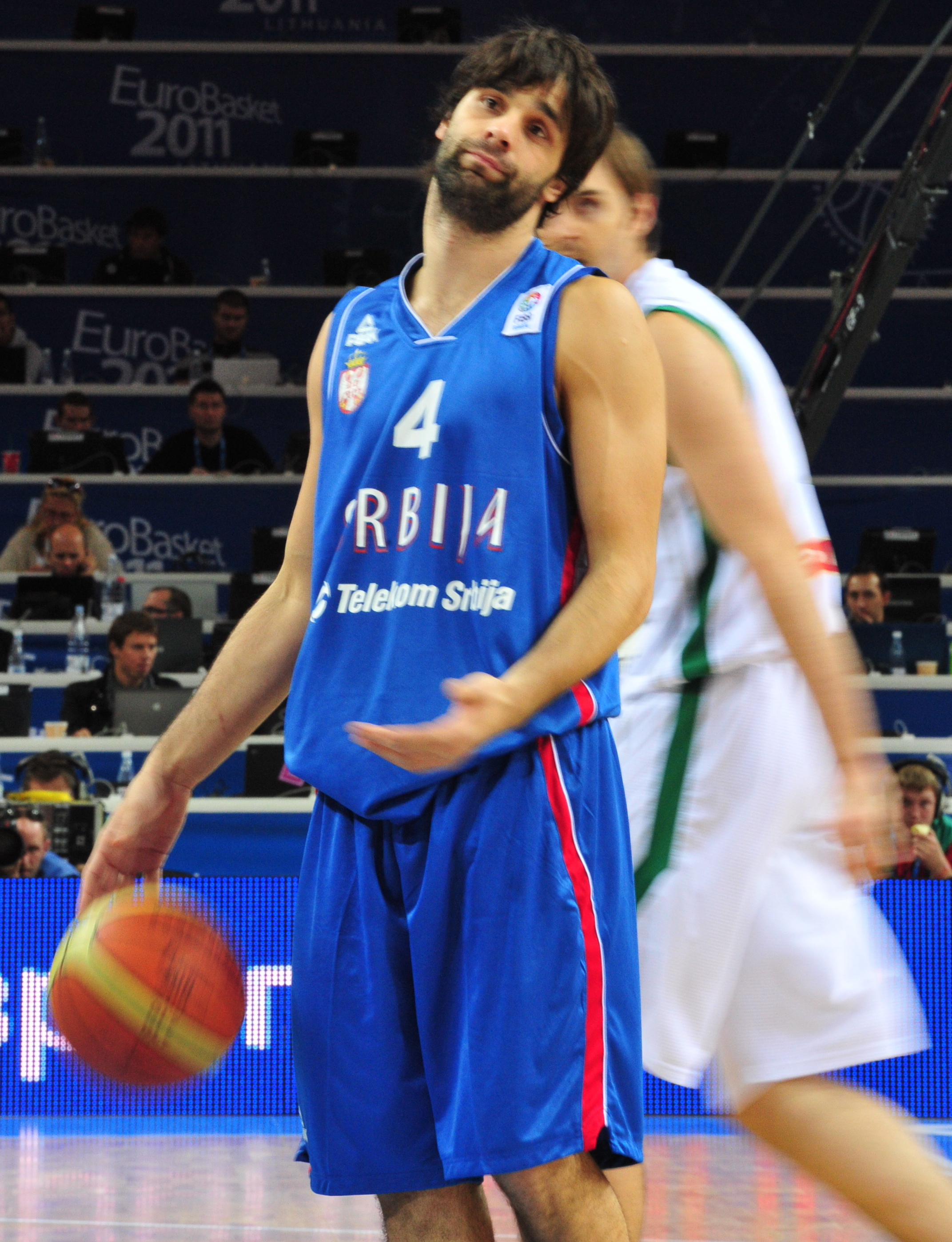
Miloš Teodosić

### Islande
La sélection est composée de :
| Numéro | Joueur                 | Poste | Naissance         | Taille | Club 2014-2015                  |
| ------ | ---------------------- | ----- | ----------------- | ------ | ------------------------------- |
| 3      | Martin Hermannsson     | SG    | 16 septembre 1994 | 1,90 m | Blackbirds de Long Island       |
| 4      | Axel Kárason           | SF    | 11 février 1983   | 1,92 m | Værløse BasketBall Klub         |
| 5      | Ragnar Nathanaelsson   | C     | 27 août 1991      | 2,18 m | Thor Thorl                      |
| 6      | Jakob Sigurdarson      | PG    | 4 avril 1982      | 1,92 m | Sundsvall Dragons               |
| 8      | Hlynur Bæringsson      | C     | 6 juillet 1982    | 2,00 m | Sundsvall Dragons               |
| 9      | Jon Stefansson         | SG    | 21 septembre 1982 | 1,96 m | Unicaja Málaga                  |
| 10     | Helgi Magnússon        | SF    | 27 août 1982      | 1,97 m | KR Reykjavik                    |
| 13     | Hörður Vilhjálmsson    | PG    | 18 décembre 1988  | 1,90 m | Mitteldeutscher Basketball Club |
| 14     | Logi Gunnarsson        | SG    | 5 septembre 1981  | 1,92 m | UMFN Njardvík                   |
| 15     | Pavel Ermolinskij      | PG    | 25 janvier 1987   | 2,02 m | KR Reykjavik                    |
| 24     | Haukur Pálsson         | SF    | 18 mai 1992       | 1,98 m | Saski Baskonia                  |
| 29     | Aegir Steinarsson      | PG    | 10 mai 1991       | 1,82 m | Sundsvall Dragons               |
| 7      | Sigurdur Thorsteinsson | C     | 8 juillet 1988    | 2,04 m | Solna Vikings                   |
| 88     | Brynjar Björnsson      | SG    | 11 juillet 1988   | 1,91 m | KR Reykjavik                    |
|        | Emil Barja             | PG    | 16 août 1991      | 1,93 m | Haukar Hafnarfjörður            |
|        | Elvar Fridriksson      | PG    | 5 septembre 1981  | 1,92 m | UMFN Njardvík                   |
|        | Darri Hilmarsson       | SF    | 12 mars 1987      | 1,91 m | KR Reykjavik                    |
|        | Finnur Magnússon       | C     | 14 septembre 1985 | 2,08 m | KR Reykjavik                    |
|        | Ólafur Ólafsson (en)   | SG    | 28 novembre 1990  | 1,94 m | UMF Grindavík                   |
|        | Sigurdur Thorvaldsson  | SF    | 25 novembre 1980  | 2,04 m | Snæfell                         |

Sélectionneur : Craig Pedersen
Assistants : Arnar Gudjonsson, Finnur Freyr Stefánsson, Skuli Thorarinsson
Légende :

### Italie
La sélection est composée de :
| Numéro | Joueur             | Poste | Naissance         | Taille | Club 2014-2015         |
| ------ | ------------------ | ----- | ----------------- | ------ | ---------------------- |
| 00     | Amedeo Della Valle | PG    | 11 avril 1993     | 1,94 m | Pallacanestro Reggiana |
| 3      | Marco Belinelli    | SG    | 25 mars 1986      | 1,96 m | Spurs de San Antonio   |
| 4      | Pietro Aradori     | SG    | 9 décembre 1988   | 1,95 m | Reyer Maschile Venezia |
| 5      | Alessandro Gentile | SF    | 12 novembre 1992  | 2,00 m | Olimpia Milan          |
| 8      | Danilo Gallinari   | SF    | 8 août 1988       | 2,08 m | Nuggets de Denver      |
| 9      | Andrea Bargnani    | C     | 26 octobre 1985   | 2,12 m | Knicks de New York     |
| 12     | Marco Cusin        | C     | 28 février 1985   | 2,11 m | Vanoli Cremona         |
| 13     | Luigi Datome       | PF    | 27 novembre 1987  | 2,02 m | Celtics de Boston      |
| 17     | Nicolò Melli       | PF    | 26 janvier 1991   | 2,05 m | Olimpia Milan          |
| 20     | Andrea Cinciarini  | PG    | 21 juin 1986      | 1,93 m | Pallacanestro Reggiana |
| 23     | Daniel Hackett     | PG    | 19 décembre 1987  | 1,99 m | Olimpia Milan          |
| 33     | Achille Polonara   | PF    | 23 novembre 1991  | 2,03 m | Pallacanestro Reggiana |
| 6      | Giuseppe Poeta     | PG    | 12 septembre 1985 | 1,91 m | La Bruixa d'Or         |
| 14     | Riccardo Cervi     | C     | 19 juin 1991      | 2,12 m | Pallacanestro Reggiana |
| 27     | Davide Pascolo     | SF    | 14 décembre 1990  | 2,00 m | Aquila Basket Trento   |
| 7      | Luca Vitali        | PG    | 9 mai 1986        | 2,01 m | CB Gran Canaria        |
|        | Awudu Abass        | SF    | 27 janvier 1993   | 2,00 m | Pallacanestro Cantù    |
|        | Francesco Candussi | C     | 23 février 1994   | 2,13 m | Pallacanestro Trieste  |
|        | Andrea De Nicolao  | PG    | 21 août 1991      | 1,85 m | Tenezis Verona         |
|        | Matteo Imbrò       | PG    | 12 février 1994   | 1,90 m | Virtus Bologna         |
|        | Amedeo Tessitori   | PF    | 7 octobre 1994    | 2,07 m | Juvecaserta Basket     |
|        | Stefano Tonut      | SG    | 7 novembre 1993   | 1,94 m | Pallacanestro Trieste  |
|        | Michele Vitali     | SG    | 31 octobre 1991   | 1,96 m | Juvecaserta Basket     |

Sélectionneur :  Simone Pianigiani
Assistants : Luca Dalmonte, Mario Fioretti
Légende :
- Non retenu dans la liste des 12
- Non retenu dans la liste des 15

### Serbie
La sélection est composée de :
| Numéro | Joueur               | Poste | Naissance        | Taille | Club 2014-2015            |
| ------ | -------------------- | ----- | ---------------- | ------ | ------------------------- |
| 4      | Miloš Teodosić       | PG    | 19 mars 1987     | 1,95 m | CSKA Moscou               |
| 5      | Marko Simonović      | SF    | 30 mai 1986      | 2,01 m | Pau-Lacq-Orthez           |
| 6      | Ognjen Kuzmić        | C     | 16 mai 1990      | 2,13 m | Warriors de Golden State  |
| 7      | Bogdan Bogdanović    | SG    | 18 août 1992     | 1,98 m | Fenerbahçe Ülker          |
| 8      | Nemanja Bjelica      | F     | 9 mai 1988       | 2,09 m | Fenerbahçe Ülker          |
| 9      | Stefan Marković      | PG    | 25 avril 1988    | 1,95 m | Unicaja Málaga            |
| 10     | Nikola Kalinić       | SF    | 8 novembre 1991  | 2,02 m | Étoile rouge de Belgrade  |
| 11     | Nemanja Nedović      | G     | 16 juin 1991     | 1,92 m | Valencia Basket Club      |
| 12     | Dragan Milosavljević | GF    | 11 mai 1989      | 1,98 m | KK Partizan Belgrade      |
| 13     | Miroslav Raduljica   | C     | 5 janvier 1988   | 2,13 m | Timberwolves du Minnesota |
| 14     | Zoran Erceg          | PF    | 11 janvier 1985  | 2,11 m | Galatasaray               |
| 15     | Nikola Milutinov     | C     | 30 décembre 1994 | 2,12 m | KK Partizan Belgrade      |
| 15     | Vladimir Štimac      | C     | 25 août 1987     | 2,11 m | Bayern Munich             |
| 23     | Nemanja Dangubić     | SG    | 13 avril 1998    | 2,04 m | Étoile rouge de Belgrade  |
| 6      | Stefan Pot           | SG    | 15 juillet 1994  | 1,94 m | CSU Asesoft Ploiești      |
| 11     | Marko Kešelj         | SF    | 2 janvier 1988   | 2,06 m | KK Mega Leks              |
| 21     | Luka Mitrović        | PF    | 21 mars 1993     | 2,05 m | Étoile rouge de Belgrade  |
|        | Boban Marjanović     | C     | 15 août 1988     | 2,22 m | Étoile rouge de Belgrade  |

Sélectionneur :  Aleksandar Đorđević
Assistants : Miroslav Nikolić, Jovica Antonić
Légende :
- Non retenu dans la liste des 12
- Non retenu dans la liste des 14

Le 21 août 2015, Marko Keselj et Luka Mitrović sont écartés du groupe désormais à 14.

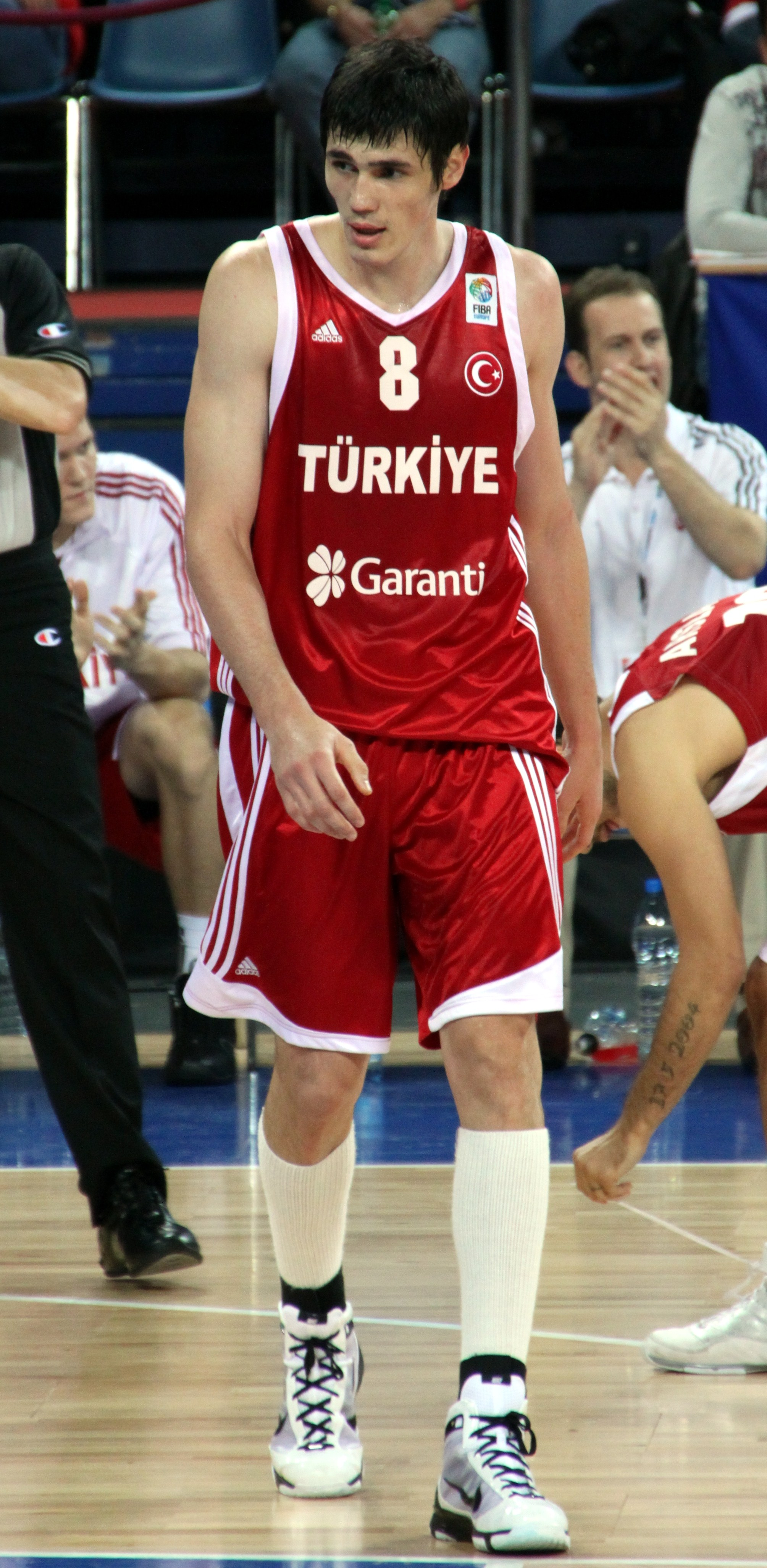
Ersan İlyasova

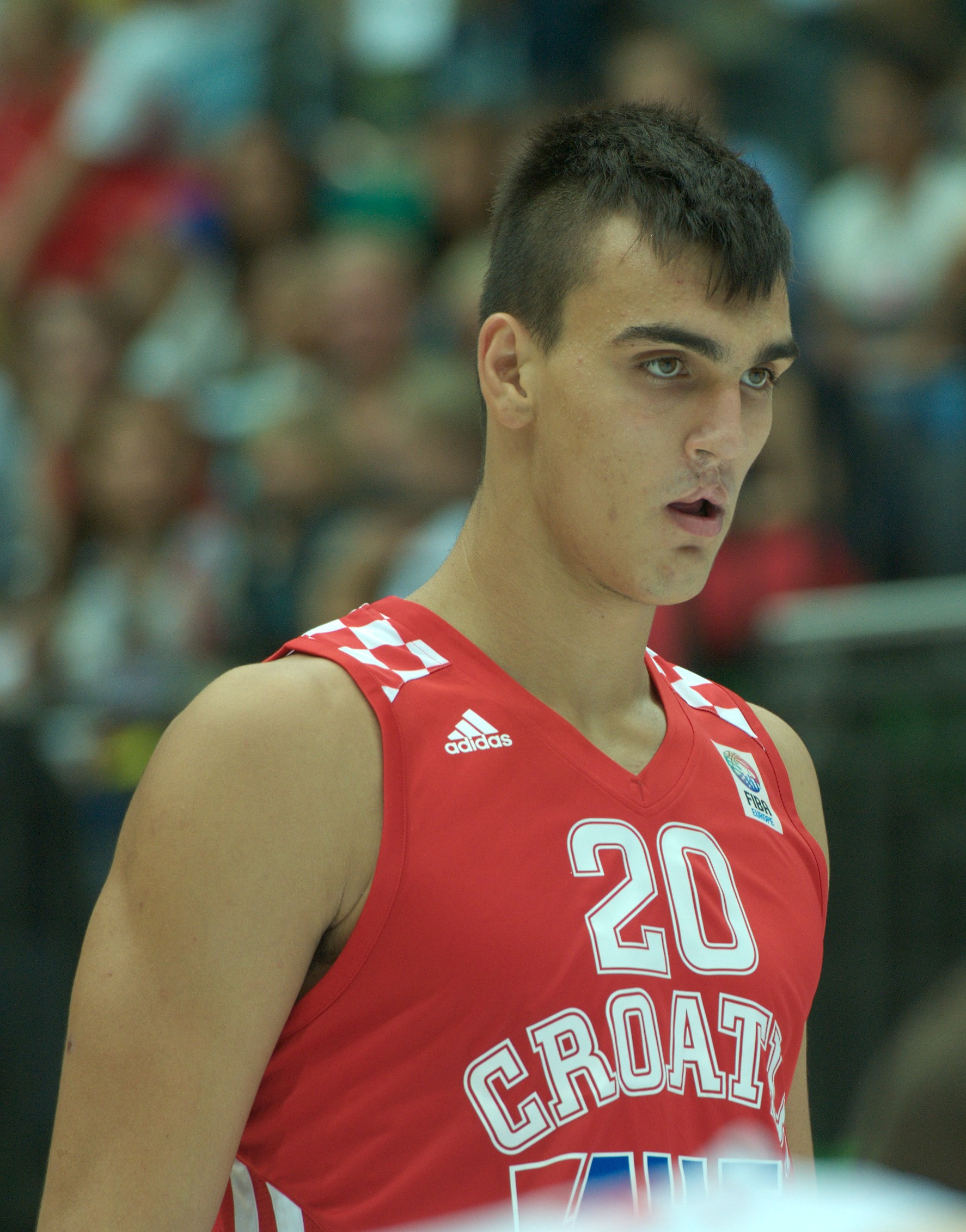
Dario Šarić

### Turquie
La sélection est composée de :
| Numéro | Joueur           | Poste | Naissance       | Taille | Club 2014-2015                  |
| ------ | ---------------- | ----- | --------------- | ------ | ------------------------------- |
| 4      | Kartal Özmızrak  | PG    | 29 août 1995    | 1,85 m | Beşiktaş                        |
| 5      | Sinan Güler      | SG    | 8 novembre 1983 | 1,92 m | Galatasaray                     |
| 6      | Cedi Osman       | SF    | 8 avril 1995    | 2,00 m | Anadolu Efes Spor Kulübü        |
| 7      | Barış Hersek     | PF    | 26 mars 1988    | 2,08 m | Pınar Karşıyaka                 |
| 8      | Ersan İlyasova   | PF    | 15 mai 1987     | 2,08 m | Bucks de Milwaukee              |
| 9      | Semih Erden      | C     | 28 juillet 1986 | 2,11 m | Fenerbahçe Ülker                |
| 10     | Melih Mahmutoğlu | SG    | 12 mai 1990     | 1,91 m | Fenerbahçe Ülker                |
| 11     | Oğuz Savaş       | C     | 13 juillet 1987 | 2,11 m | Fenerbahçe Ülker                |
| 12     | Furkan Korkmaz   | SG    | 24 juillet 1997 | 2,00 m | Anadolu Efes Spor Kulübü        |
| 13     | Ali Muhammed     | PG    | 10 avril 1983   | 1,78 m | Pınar Karşıyaka                 |
| 14     | Hüseyin Köksal   | SG    | 8 janvier 1991  | 1,96 m | Darüşşafaka Spor Kulübü         |
| 15     | Furkan Aldemir   | PF    | 9 août 1991     | 2,07 m | Sixers de Philadelphie          |
| 4      | Doğuş Balbay     | PG    | 21 janvier 1989 | 1,85 m | Anadolu Efes Spor Kulübü        |
| 12     | Birkan Batuk     | SG    | 30 janvier 1990 | 1,96 m | Anadolu Efes Spor Kulübü        |
| 24     | Samet Geyik      | PF    | 12 janvier 1993 | 2,05 m | Tofaş Spor Kulübü               |
| 25     | Kenan Sipahi     | PG    | 26 mai 1995     | 1,97 m | Fenerbahçe Ülker                |
|        | Ender Arslan     | PG    | 13 janvier 1983 | 1,85 m | Galatasaray                     |
|        | Şafak Edge       | PG    | 17 juin 1992    | 1,88 m | Bandırma Banvit                 |
|        | Can Maxim Mutaf  | PG    | 9 janvier 1991  | 1,93 m | Bandırma Banvit                 |
|        | Emircan Koşut    | C     | 3 juillet 1996  | 2,12 m | Anadolu Efes Spor Kulübü        |
|        | Erkan Veyseloğlu | SF    | 13 mars 1983    | 1,98 m | Pınar Karşıyaka                 |
|        | Ömer Aşık        | C     | 4 juillet 1986  | 2,12 m | Pelicans de La Nouvelle-Orléans |

Sélectionneur :  Ergin Ataman
Assistants : Ufuk Sarica, Fikret Sekizkök
Légende :
- Non retenu dans la liste des 12
- Non retenu dans la liste des 14

## Groupe C

### Croatie
La sélection est composée de :
| Numéro | Joueur           | Poste | Naissance       | Taille | Club 2014-2015             |
| ------ | ---------------- | ----- | --------------- | ------ | -------------------------- |
| 4      | Ante Tomić       | C     | 17 février 1987 | 2,17 m | Barcelone                  |
| 5      | Damjan Rudež     | PF    | 17 juin 1986    | 2,08 m | Pacers de l'Indiana        |
| 6      | Rok Stipčević    | PG    | 20 mai 1986     | 1,85 m | Virtus Rome                |
| 7      | Bojan Bogdanović | SG    | 18 avril 1989   | 2,00 m | Nets de Brooklyn           |
| 8      | Dario Šarić      | PF    | 8 avril 1994    | 2,08 m | Anadolu Efes               |
| 9      | Marko Tomas      | SG    | 3 janvier 1985  | 2,06 m | Cedevita Zagreb            |
| 10     | Roko Leni Ukić   | PG    | 5 décembre 1984 | 1,96 m | Cedevita Zagreb            |
| 11     | Krunoslav Simon  | SG    | 24 juin 1985    | 1,97 m | Lokomotiv Kouban-Krasnodar |
| 13     | Dontaye Draper   | PG    | 10 août 1984    | 1,80 m | Anadolu Efes Spor Kulübü   |
| 15     | Miro Bilan       | C     | 21 juillet 1989 | 2,15 m | Cedevita Zagreb            |
| 21     | Luka Žorić       | C     | 5 novembre 1984 | 2,11 m | Fenerbahçe Ülker           |
| 23     | Mario Hezonja    | SF    | 25 février 1995 | 2,01 m | Barcelone                  |
| 12     | Željko Šakić     | SF    | 14 avril 1988   | 2,00 m | La Bruixa d'Or             |
| 13     | Marko Arapović   | PF    | 20 juillet 1996 | 2,06 m | Cedevita Zagreb            |
| 14     | Tomislav Zubčić  | PF    | 17 janvier 1990 | 2,12 m | Cedevita Zagreb            |
|        | Ivan Buva        | C     | 6 mai 1991      | 2,05 m | Pallacanestro Cantù        |
|        | Toni Katić       | SG    | 9 juillet 1992  | 1,85 m | HKK Široki                 |
|        | Fran Pilepić     | SG    | 5 mai 1989      | 1,93 m | Cedevita Zagreb            |
|        | Leon Radošević   | C     | 26 février 1990 | 2,06 m | ALBA Berlin                |
|        | Ivan Ramljak     | SF    | 9 août 1990     | 2,03 m | Cedevita Zagreb            |
|        | Marko Ramljak    | PF    | 14 mars 1993    | 2,02 m | KK Zadar                   |
|        | Ivan Siriščević  | SF    | 30 avril 1987   | 1,97 m | Cibona Zagreb              |
|        | Josip Sobin      | SF    | 31 août 1989    | 1,95 m | KK Zadar                   |
|        | Zoran Vrkic      | SG    | 16 août 1987    | 2,00 m | GKK Šibenik                |
| 12     | Oliver Lafayette | SG    | 6 mai 1984      | 1,88 m | Olympiakós                 |

Sélectionneur :  Velimir Perasovic
Assistants : Dario Gjergja, Aramis Naglic
Légende :

Le 18 août 2015, Oliver Lafayette se blesse au ménisque et doit manquer la compétition. Il est remplacé par Dontaye Draper.

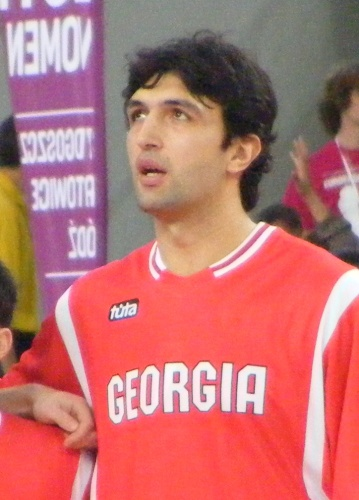
Zaza Pachulia

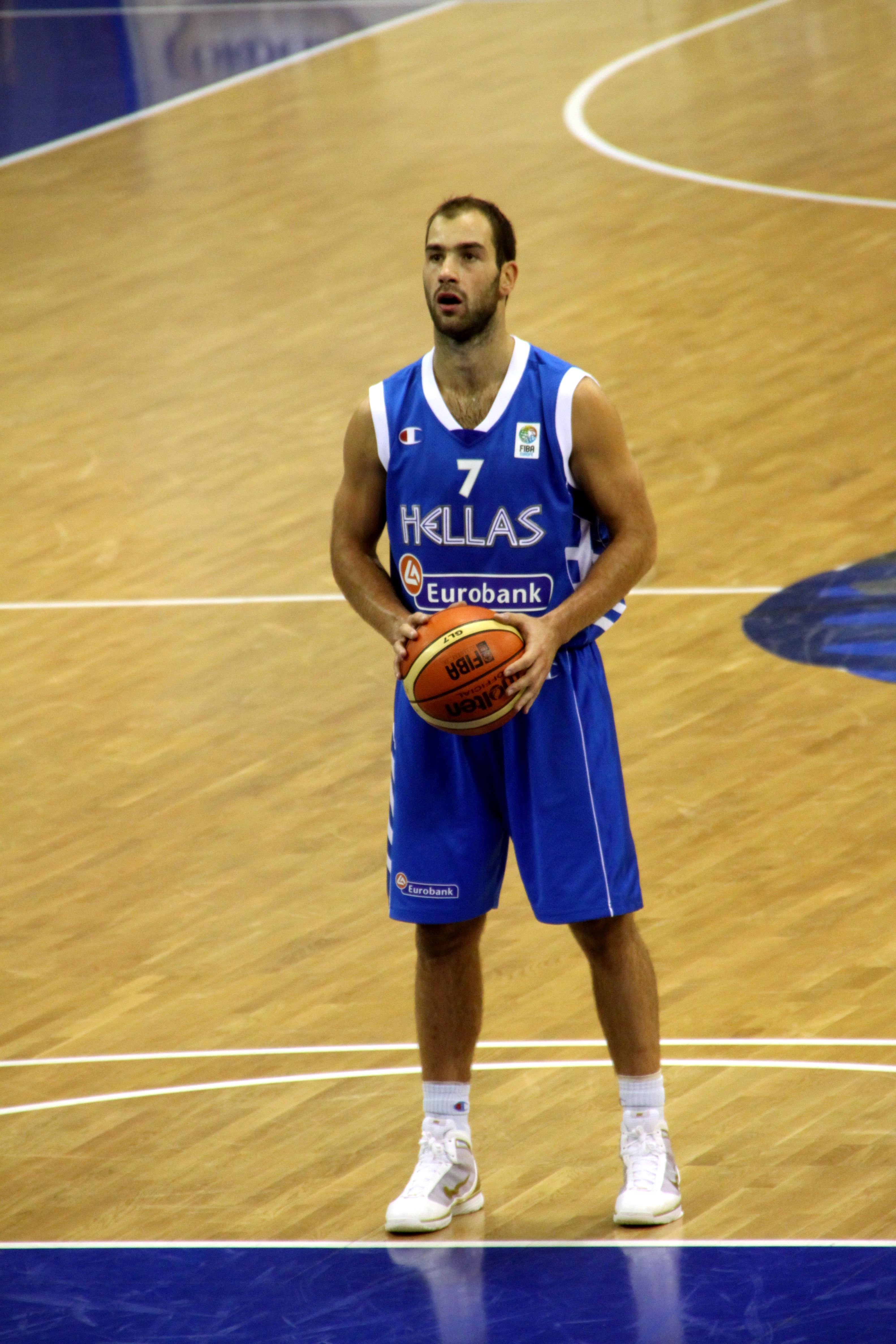
Vasílios Spanoúlis

### Géorgie
La sélection est composée de :
| Numéro | Joueur                | Poste | Naissance         | Taille | Club 2014-2015             |
| ------ | --------------------- | ----- | ----------------- | ------ | -------------------------- |
| 0      | Jacob Pullen          | PG    | 10 novembre 1989  | 1,89 m | New Basket Brindisi        |
| 4      | Nika Metreveli        | PF    | 14 janvier 1991   | 2,11 m | Azzurro Napoli Basket 2013 |
| 7      | Zaza Pachulia         | C     | 10 février 1984   | 2,11 m | Bucks de Milwaukee         |
| 8      | Giorgi Tsintsadze     | PG    | 7 février 1986    | 1,92 m | BC MIA Academy             |
| 9      | Giorgi Shermadini     | C     | 2 avril 1989      | 2,16 m | Pallacanestro Cantù        |
| 10     | Duda Sanadze          | SF    | 25 juillet 1992   | 1,96 m | Toreros de San Diego       |
| 11     | Manuchar Markoishvili | SF    | 17 novembre 1986  | 1,96 m | CSKA Moscou                |
| 12     | Levan Patsatsia       | SF    | 24 septembre 1988 | 1,98 m | BK Nijni Novgorod          |
| 13     | Viktor Sanikidze      | SF    | 1er avril 1986    | 2,03 m | UNICS Kazan                |
| 15     | Beka Burjanadze       | PF    | 3 janvier 1994    | 2,03 m | Básquet Coruña             |
| 23     | Tornike Shengelia     | PF    | 5 octobre 1991    | 2,07 m | Saski Baskonia             |
| 25     | Besik Lezhava         | SG    | 21 février 1986   | 1,92 m | BC Dinamo Tbilissi         |
| 5      | Otar Pkhakadze        | PG    | 28 février 1993   | 1,90 m | Falcons de Fairmont State  |
| 22     | Georgi Sharabidze     | C     | 27 avril 1990     | 2,10 m | BC MIA Academy             |
| 31     | Beka Tsivtsivadze     | SG    | 6 janvier 1989    | 1,90 m | BC MIA Academy             |
|        | Mikhail Chochua       | SF    | 10 avril 1987     | 1,93 m | BC Dinamo Tbilissi         |
|        | Nodar Gogodze         | PG    | 12 juillet 1994   | 1,91 m | BC Olimpi Tbilissi         |
|        | Giga Janelidze        | SF    | 3 avril 1995      | 1,99 m | Roseto Sharks              |

Sélectionneur : - Igor Kokoškov
Assistants : Jason Staudt, Konstantine Tugushi, David Ustiashvili
Légende :

### Grèce
La sélection est composée de :
| Numéro | Joueur                | Poste | Naissance        | Taille | Club 2014-2015           |
| ------ | --------------------- | ----- | ---------------- | ------ | ------------------------ |
| 5      | Ioánnis Bouroúsis     | C     | 17 novembre 1983 | 2,15 m | Real Madrid              |
| 6      | Níkos Zísis           | SG    | 16 août 1983     | 1,95 m | Fenerbahçe Ülker         |
| 7      | Vasílios Spanoúlis    | SG    | 7 août 1982      | 1,93 m | Olympiakós               |
| 8      | Nick Calathes         | PG    | 7 février 1989   | 1,98 m | Grizzlies de Memphis     |
| 9      | Strátos Perpéroglou   | SF    | 7 août 1984      | 2,03 m | Anadolu Efes Spor Kulübü |
| 10     | Konstantínos Sloúkas  | PG    | 15 janvier 1990  | 1,92 m | Olympiakós               |
| 12     | Kóstas Kaïmakóglou    | PF    | 15 mars 1983     | 2,05 m | UNICS Kazan              |
| 13     | Kosta Koufos          | C     | 24 février 1989  | 2,13 m | Grizzlies de Memphis     |
| 15     | Yórgos Príntezis      | PF    | 22 février 1985  | 2,06 m | Olympiakós               |
| 16     | Kóstas Papanikoláou   | SF    | 31 juillet 1990  | 2,03 m | Rockets de Houston       |
| 17     | Vangélis Mántzaris    | PG    | 16 avril 1990    | 1,96 m | Olympiakós               |
| 34     | Yánnis Antetokoúnmpo  | SF    | 6 décembre 1994  | 2,11 m | Bucks de Milwaukee       |
| 19     | Dimítris Agravánis    | PF    | 20 décembre 1983 | 2,08 m | Olympiakós               |
| 14     | Vladímiros Yiánkovits | SF    | 3 mars 1990      | 2,02 m | Panathinaïkos            |
|        | Zisis Sarikopoulos    | C     | 31 mars 1990     | 2,10 m | AEK Athènes              |
|        | Yannis Athinaiou      | SG    | 27 mai 1988      | 1,90 m | AEK Athènes              |
|        | Geórgios Bógris       | PF    | 19 février 1989  | 2,08 m | Bàsquet Club Andorra     |
|        | Yórgos Papayiánnis    | C     | 3 juillet 1997   | 2,17 m | Panathinaïkos            |

Sélectionneur :  Fótis Katsikáris
Assistants : Dimitris Priftis, Athanasios Skourtopoulos, Vasileios Geragotellis
Légende :
- Non retenu dans la liste des 12
- Non retenu dans la liste des 15

Le 24 juillet 2015, le sélectionneur, Fótis Katsikáris, annonce la liste des 15 joueurs présélectionnés.

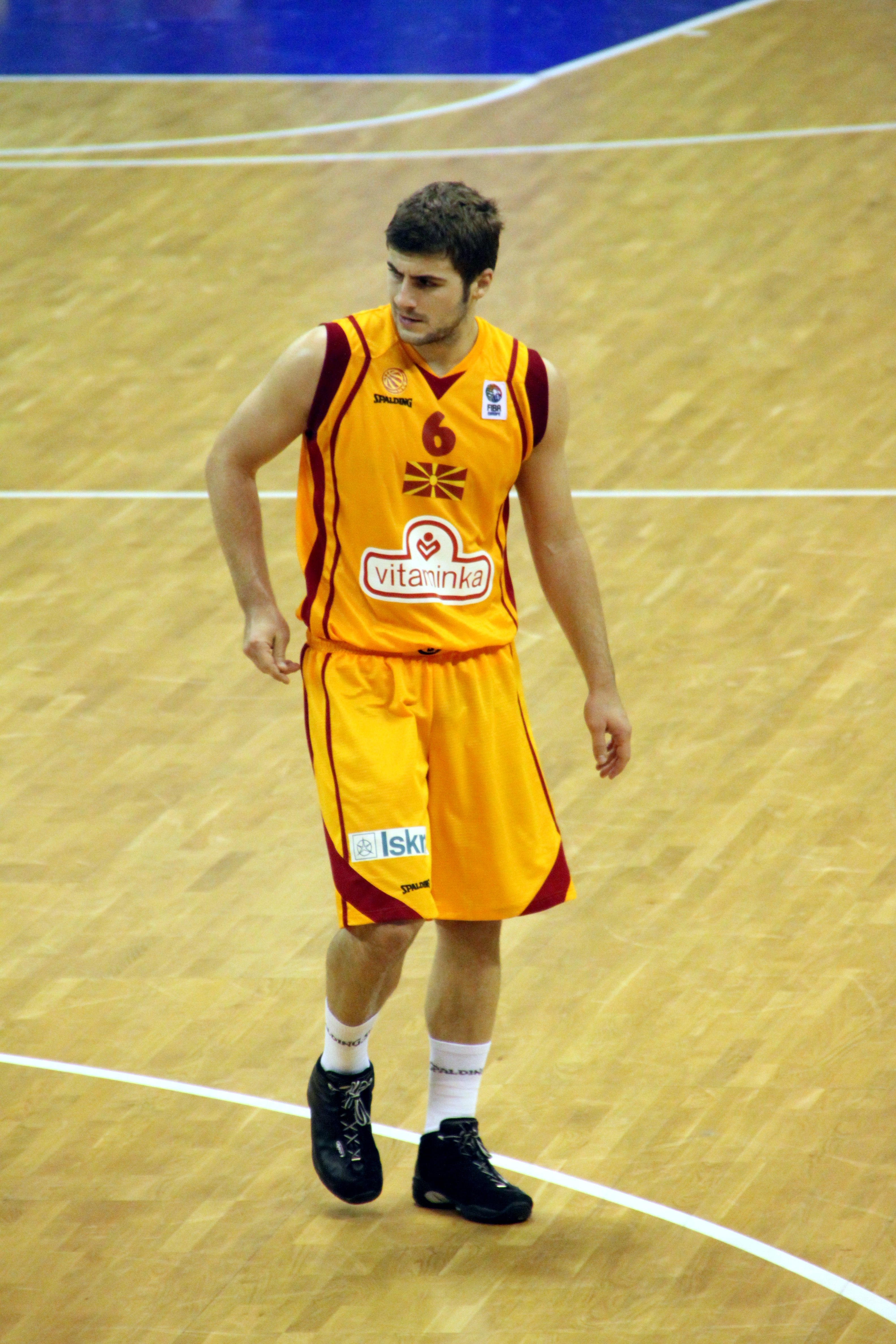
Darko Sokolov

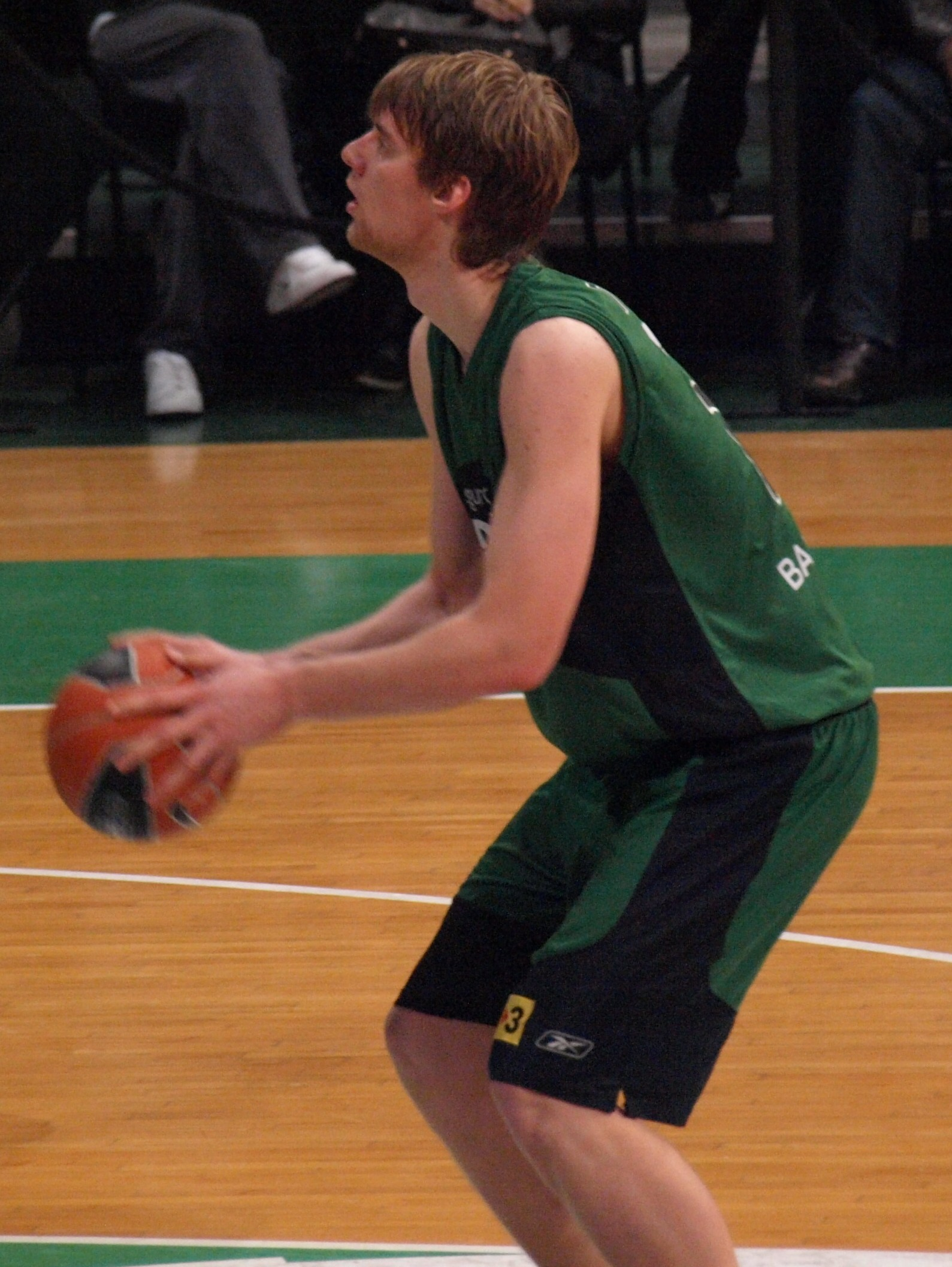
Henk Norel

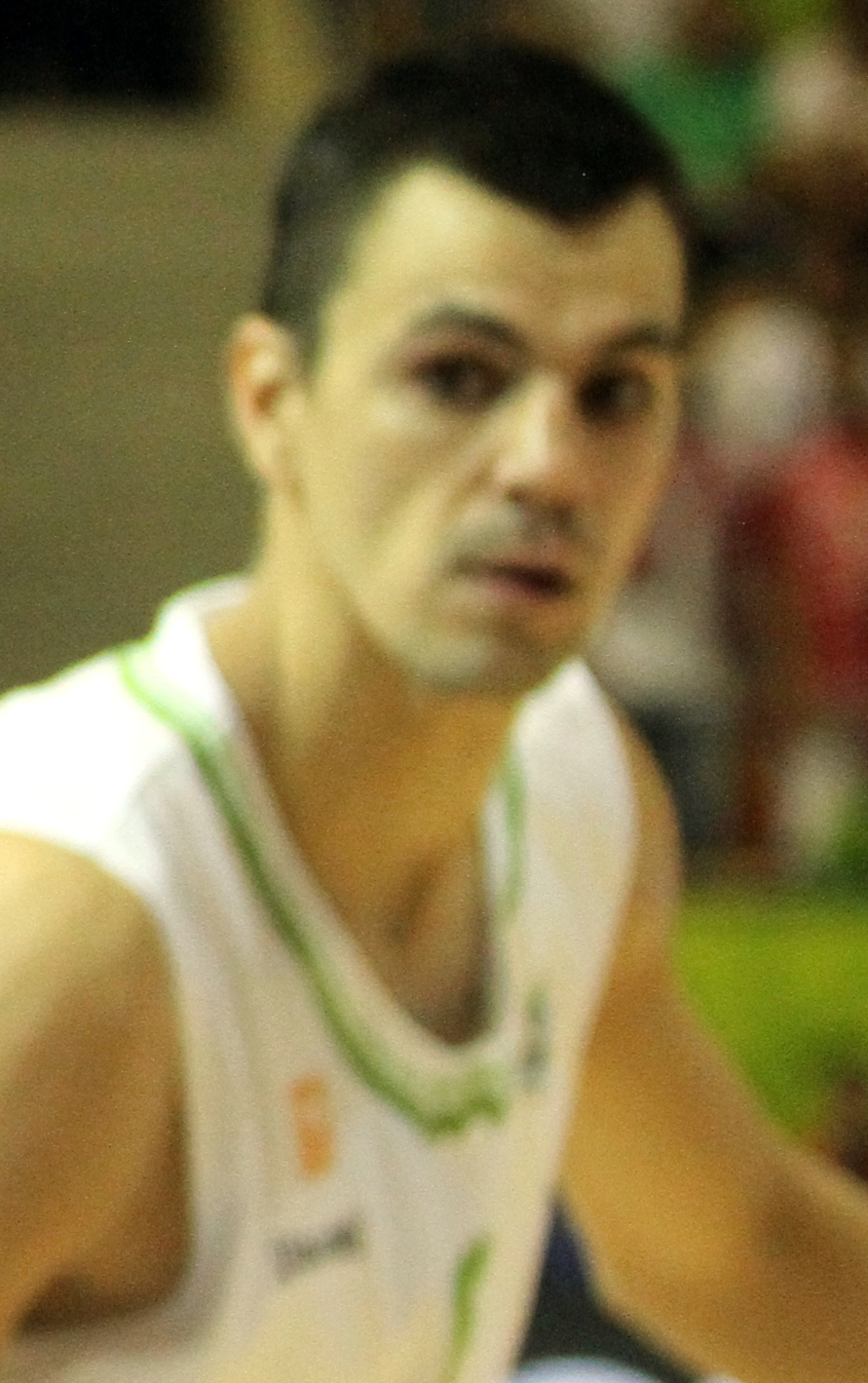
Jure Balažič

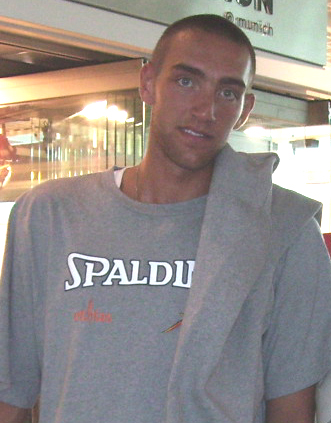
Axel Hervelle

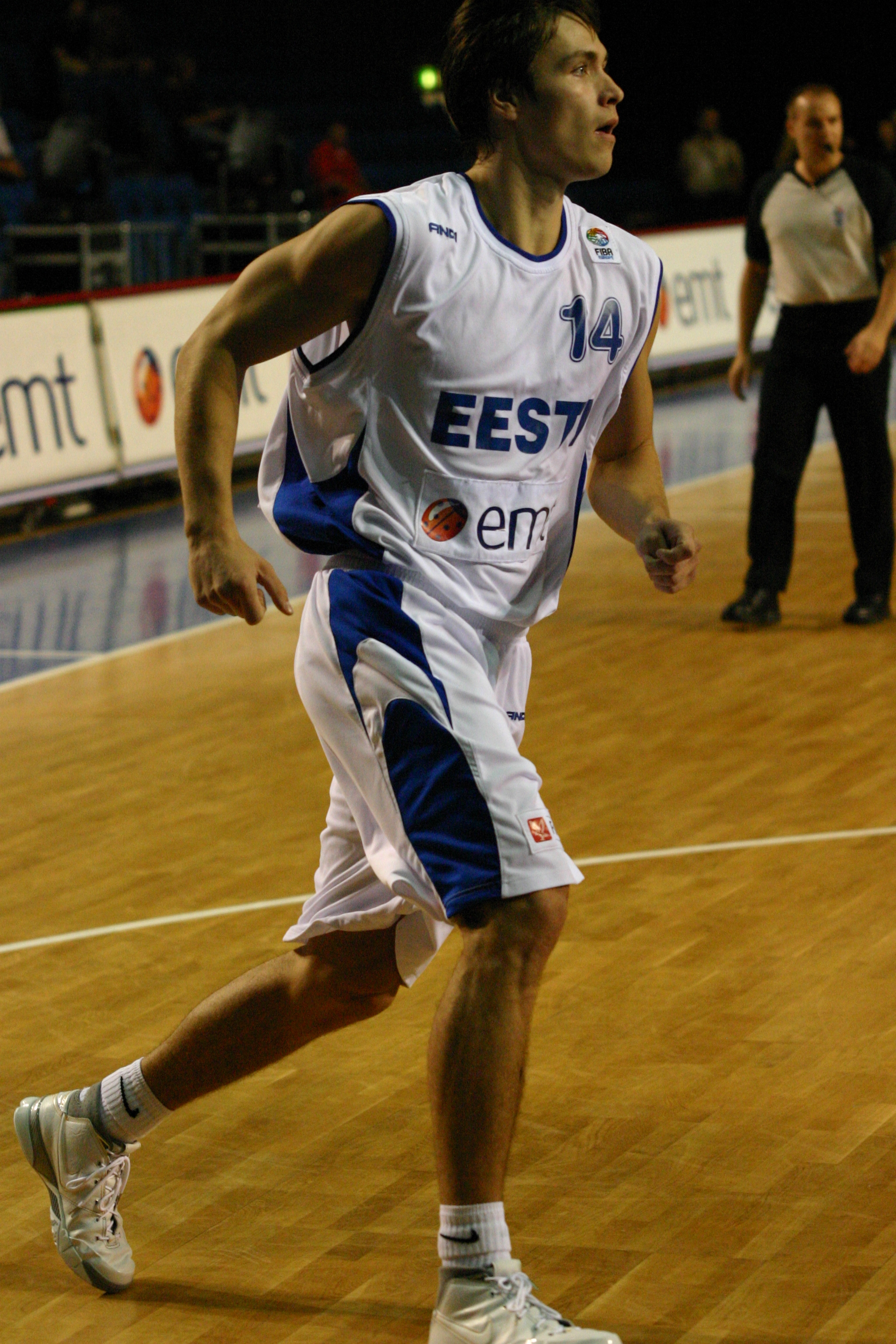
Kristjan Kangur

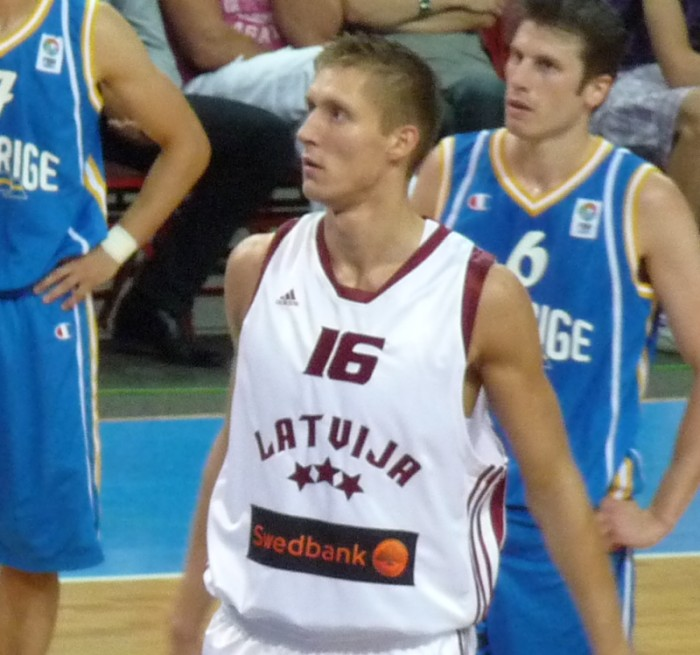
Kaspars Bērziņš

Robertas Javtokas

### Macédoine
La sélection est composée de :
| Numéro | Joueur               | Poste | Naissance         | Taille | Club 2014-2015             |
| ------ | -------------------- | ----- | ----------------- | ------ | -------------------------- |
| 4      | Vladimir Brčkov      | SF    | 29 décembre 1989  | 1,97 m | KK Kozuv                   |
| 5      | Vlado Ilievski       | PG    | 19 janvier 1980   | 1,87 m | Cibona Zagreb              |
| 6      | Darko Sokolov        | PG    | 8 mai 1986        | 1,90 m | KK Rabotnički Skopje       |
| 7      | Aleksandar Kostoski  | PG    | 5 mars 1988       | 1,88 m | KK Kumanovo                |
| 8      | Vojdan Stojanovski   | SG    | 9 décembre 1987   | 1,94 m | ALBA Berlin                |
| 9      | Damjan Stojanovski   | SG    | 9 décembre 1987   | 1,96 m | KK MZT Skopje Aerodrom     |
| 10     | Marko Simonovski     | SG    | 28 juin 1989      | 1,92 m | KK MZT Skopje Aerodrom     |
| 11     | Ljubomir Mladenovski | C     | 2 mai 1995        | 2,07 m | KK MZT Skopje Aerodrom     |
| 12     | Bojan Trajkovski     | SF    | 11 septembre 1986 | 1,97 m | Sigal Prishtina            |
| 13     | Stojan Gjuroski      | PF    | 6 novembre 1991   | 2,02 m | BC Levski Sofia            |
| 14     | Richard Hendrix      | PF    | 15 novembre 1986  | 2,03 m | Lokomotiv Kouban-Krasnodar |
| 15     | Predrag Samardžiski  | C     | 11 avril 1986     | 2,15 m | KK MZT Skopje Aerodrom     |
| 4      | Andrej Magdevski     | SG    | 14 janvier 1996   | 1,92 m | Clinicas Rincon Malaga     |
|        | Gjorgji Čekovski     | PF    | 11 décembre 1979  | 2,02 m | KK Rabotnički Skopje       |
|        | Ivica Dimčevski      | PF    | 27 juin 1989      | 2,00 m | KK Rabotnički Skopje       |
|        | Nenad Dimitrijevikj  | SG    | 23 février 1998   | 1,87 m | FYR Macedonia              |
|        | Marjan Janevski      | C     | 26 février 1988   | 2,03 m | KK Kumanovo                |
|        | Dimitar Karadžovski  | PG    | 7 novembre 1984   | 1,90 m | KK Feni Industries         |
|        | Bojan Krstevski      | PF    | 4 juin 1989       | 2,06 m | Kavala BC                  |
|        | Andrej Maslinko      | C     | 20 mai 1997       | 2,08 m | Virtus Valmontone          |
|        | Dimitar Mirakovski   | PG    | 14 mai 1981       | 1,78 m | KK Rabotnički Skopje       |
|        | Kiril Nikolovski     | C     | 9 juin 1988       | 2,10 m | KK MZT Skopje Aerodrom     |

Sélectionneur : Marijan Srbinovski
Assistants : Aleksandar Jonchevski, Zare Markovski
Légende :

### Pays-Bas
La sélection est composée de :
| Numéro | Joueur                  | Poste | Naissance         | Taille | Club 2014-2015             |
| ------ | ----------------------- | ----- | ----------------- | ------ | -------------------------- |
| 0      | Yannick Franke          | SG    | 21 mai 1996       | 1,90 m | Challenge Sports Rotterdam |
| 5      | Leon Williams           | PG    | 25 juillet 1991   | 1,89 m | Landstede Basketbal        |
| 6      | Worthy de Jong          | G     | 14 mars 1988      | 1,94 m | Zorg en Zekerheid Leiden   |
| 7      | Charlon Kloof           | G     | 20 mars 1990      | 1,90 m | İstanbul DSİ S.K.          |
| 9      | Mohamed Kherrazi        | SF    | 29 juin 1990      | 2,00 m | Zorg en Zekerheid Leiden   |
| 10     | Ralf de Pagter          | SF    | 22 juillet 1989   | 2,00 m | SPM Shoeters Den Bosch     |
| 12     | Kees Akerboom Jr        | SF    | 20 décembre 1983  | 2,00 m | SPM Shoeters Den Bosch     |
| 13     | Roeland Schaftenaar     | PF    | 29 juillet 1988   | 2,11 m | Rethymno Cretan Kings B.C. |
| 18     | Nicolas de Jong         | C     | 15 avril 1988     | 2,10 m | Cholet                     |
| 21     | Robin Smeulders         | PF    | 19 juin 1987      | 2,08 m | EWE Baskets Oldenburg      |
| 23     | Henk Norel              | C     | 17 septembre 1987 | 2,12 m | CAI Zaragosa               |
| 44     | Arvin Slagter           | SG    | 19 octobre 1985   | 1,92 m | SPM Shoeters Den Bosch     |
|        | Maarten Bouwknecht      | PG    | 14 décembre 1994  | 1,84 m | Donar Groningen            |
|        | Sean Cunningham         | SF    | 20 décembre 1986  | 1,89 m | Donar Groningen            |
|        | Dexter Hope             | PG    | 30 janvier 1993   | 1,85 m | Aris Leeuwarden            |
|        | David Jansen            | SG    | 29 août 1984      | 1,88 m | Zorg en Zekerheid Leiden   |
|        | Thomas Koenis           | C     | 11 décembre 1989  | 2,10 m | Donar Groningen            |
|        | Nick Oudendag           | C     | 23 avril 1987     | 2,09 m | ETB Wohnbau Baskets        |
|        | Hieronymus Van Der List | C     | 9 décembre 1989   | 2,13 m | Zorg en Zekerheid Leiden   |
|        | Thomas Van der Mars     | C     | 15 novembre 1990  | 2,11 m | Pilots de Portland         |
|        | Jessey Voorn            | SG    | 17 mars 1990      | 1,93 m | CB Gran Canaria            |

Sélectionneur :  Toon van Helfteren
Assistants : Sam Jones
Légende :

### Slovénie
La sélection est composée de :
| Numéro | Joueur             | Poste | Naissance         | Taille | Club 2014-2015           |
| ------ | ------------------ | ----- | ----------------- | ------ | ------------------------ |
| 1      | Nebojša Joksimović | G     | 17 novembre 1981  | 1,93 m | KK Krka Novo Mesto       |
| 5      | Luka Rupnik        | PG    | 20 mai 1993       | 1,85 m | Union Olimpija           |
| 7      | Klemen Prepelič    | SG    | 20 octobre 1992   | 1,91 m | Union Olimpija           |
| 9      | Jaka Blažič        | SG    | 30 juin 1990      | 1,96 m | Étoile rouge de Belgrade |
| 10     | Mitja Nikolić      | SF    | 24 février 1991   | 2,00 m | USK Prague               |
| 12     | Zoran Dragić       | SF    | 22 juin 1989      | 1,96 m | Heat de Miami            |
| 13     | Miha Zupan         | PF    | 13 septembre 1982 | 2,05 m | Uşak Sportif             |
| 15     | Jure Balažič       | PF    | 12 septembre 1980 | 2,04 m | İstanbul BB              |
| 17     | Saša Zagorac       | C     | 1er avril 1984    | 2,06 m | KK Zlatorog Laško        |
| 23     | Alen Omić          | C     | 6 mai 1992        | 2,15 m | Union Olimpija           |
| 24     | Jaka Klobučar      | PG    | 19 août 1987      | 1,98 m | Ratiopharm Ulm           |
| 55     | Uroš Slokar        | C     | 14 mai 1983       | 2,10 m | Estudiantes Madrid       |
| 22     | Žiga Dimec         | C     | 20 février 1993   | 2,12 m | KK Rogaška               |
|        | Miha Lapornik      | SG    | 18 octobre 1993   | 1,96 m | KK Zlatorog Laško        |
|        | Blaž Mahkovic      | SF    | 21 mars 1990      | 2,00 m | Union Olimpija           |
|        | Boban Tomic        | SG    | 30 mai 1988       | 1,89 m | KK Grosuplje             |
|        | Luka Voncina       | SG    | 27 décembre 1991  | 1,91 m | KK Domžale               |

Sélectionneur :  Jurij Zdovc
Assistants : Dedas Stefanos, Gasper Potocnik, Radovan Trifunović
Légende :

## Groupe D

### Belgique
La sélection est composée de :
| Numéro | Joueur                 | Poste | Naissance         | Taille | Club 2014-2015         |
| ------ | ---------------------- | ----- | ----------------- | ------ | ---------------------- |
| 4      | Lionel Bosco           | G     | 18 septembre 1981 | 1,75 m | Belfius Mons-Hainaut   |
| 5      | Sam Van Rossom         | PG    | 3 juin 1986       | 1,88 m | Valencia Basket Club   |
| 7      | Axel Hervelle          | PF    | 12 mai 1983       | 2,04 m | Bilbao Basket          |
| 8      | Jean-Marc Mwema        | PF    | 5 décembre 1989   | 1,95 m | Port of Antwerp Giants |
| 9      | Jonathan Tabu          | SG    | 7 octobre 1985    | 1,84 m | Olimpia Milan          |
| 10     | Quentin Serron         | SG    | 25 février 1990   | 1,90 m | Oostende               |
| 12     | Wen Mukubu             | F     | 2 août 1983       | 1,98 m | Spirou Charleroi       |
| 13     | Pierre-Antoine Gillet  | PF    | 16 avril 1991     | 2,01 m | Oostende               |
| 14     | Maxime De Zeeuw        | PF    | 26 avril 1987     | 2,04 m | Virtus Roma            |
| 22     | Kevin Tumba            | C     | 23 février 1991   | 2,06 m | Leuven Bears           |
| 23     | Jean Salumu            | F     | 26 juillet 1990   | 1,93 m | Oostende               |
| 24     | Matthew Lojeski        | SG    | 24 juillet 1985   | 1,98 m | Olympiakós             |
| 20     | Emmanuel Lecomte       | PG    | 16 août 1995      | 1,80 m | Hurricanes de Miami    |
| 25     | Khalid Boukichou       | C     | 17 septembre 1992 | 2,06 m | Oostende               |
|        | Maxime Gaudoux         | SF    | 16 septembre 1990 | 2,00 m | Liège Basket           |
|        | Ioann Iarochevitch     | C     | 31 mai 1989       | 2,06 m | Gipuzkoa Basket Club   |
|        | Niels Marnegrave       | PG    | 9 décembre 1987   | 1,91 m | Oostende               |
|        | Loïc Schwartz          | SG    | 4 décembre 1992   | 1,95 m | Spirou Charleroi       |
|        | Thomas Akyazili        | PG    | 15 janvier 1997   | 1,88 m | Port of Antwerp Giants |
|        | Amaury Gorgemans       | C     | 3 septembre 1992  | 2,12 m | Belfius Mons-Hainaut   |
|        | Vincent Kesteloot      | SF    | 23 mars 1995      | 2,02 m | Okapi Aalstar          |
|        | Alexandre Libert       | PG    | 25 janvier 1990   | 1,87 m | RBC Verviers-Pepinster |
|        | Guy Muya               | SG    | 23 mai 1983       | 1,90 m | Oostende               |
|        | Olivier Troisfontaines | SG    | 26 octobre 1989   | 1,95 m | Leuven Bears           |

Sélectionneur :  Eddy Casteels
Assistants : Pascal Angillis,  Jacques Stas
Légende :
- Non retenu dans la liste des 12
- Non retenu dans la liste des 18

### Estonie
La sélection est composée de :
| Numéro | Joueur           | Poste | Naissance        | Taille | Club 2014-2015       |
| ------ | ---------------- | ----- | ---------------- | ------ | -------------------- |
| 4      | Rain Veideman    | SG    | 1er octobre 1991 | 1,92 m | BC Kalev             |
| 5      | Tanel Sokk       | PG    | 20 janvier 1985  | 1,88 m | Tartu Ülikool/Rock   |
| 6      | Martin Dorbek    | SG    | 21 janvier 1991  | 1,93 m | BC Kalev             |
| 7      | Sten Sokk        | PG    | 14 février 1989  | 1,84 m | MBK Dynamo Moscou    |
| 8      | Janar Talts      | PF    | 7 avril 1983     | 2,07 m | Tartu Ülikool/Rock   |
| 9      | Gregor Arbet     | SF    | 19 juin 1983     | 1,95 m | BC Kalev             |
| 10     | Erik Keedus      | PG    | 27 avril 1990    | 1,97 m | BC Kalev             |
| 11     | Siim-Sander Vene | SF    | 12 novembre 1990 | 2,03 m | Žalgiris Kaunas      |
| 13     | Joosep Toome     | C     | 21 juin 1985     | 2,08 m | Tartu Ülikool/Rock   |
| 14     | Kristjan Kangur  | SF    | 23 octobre 1982  | 2,01 m | Pallacanestro Varese |
| 15     | Reinar Hallik    | C     | 5 janvier 1984   | 2,08 m | BC Kalev             |
| 20     | Tanel Kurbas     | SG    | 8 mai 1988       | 1,98 m | Tartu Ülikool/Rock   |
| 12     | Rain Raadik      | C     | 17 mai 1989      | 2,08 m | TTÜ Korvpalliklubi   |
| 21     | Gert Dorbek      | SG    | 10 juin 1985     | 1,93 m | Tartu Ülikool/Rock   |
|        | Timo Eichfuss    | PF    | 19 novembre 1988 | 2,00 m | Tartu Ülikool/Rock   |
|        | Indrek Kajupank  | SF    | 15 mai 1988      | 2,00 m | BC Kalev             |
|        | Kristjan Kitsing | PF    | 11 décembre 1990 | 2,05 m | BC Kalev             |
|        | Rait-Riivo Laane | SG    | 24 mai 1993      | 1,97 m | TYCO Rapla           |

Sélectionneur :  Tiit Sokk
Assistants : Alar Varrak, Andres Sober, Rait Kabin
Légende :

### Lettonie
La sélection est composée de :
| Numéro | Joueur              | Poste | Naissance          | Taille | Club 2014-2015             |
| ------ | ------------------- | ----- | ------------------ | ------ | -------------------------- |
| 5      | Mareks Mejeris      | F     | 2 septembre 1991   | 2,07 m | VEF Riga                   |
| 6      | Rolands Freimanis   | PF    | 21 janvier 1988    | 2,10 m | UNICS Kazan                |
| 7      | Jānis Blūms         | SG    | 20 avril 1982      | 1,91 m | Panathinaïkos              |
| 9      | Dairis Bertāns      | SG    | 9 septembre 1989   | 1,92 m | Bilbao Basket              |
| 10     | Jānis Timma         | SF    | 2 juillet 1992     | 2,01 m | VEF Riga                   |
| 12     | Kristaps Janičenoks | G     | 14 mars 1983       | 1,95 m | BK Ventspils               |
| 13     | Jānis Strēlnieks    | PG    | 1er septembre 1989 | 1,91 m | Brose Baskets              |
| 14     | Kaspars Bērziņš     | PF    | 25 août 1985       | 2,11 m | Krasnye Krylya Samara      |
| 19     | Kaspars Vecvagars   | PG    | 3 août 1993        | 1,93 m | Žalgiris Kaunas            |
| 23     | Haralds Karlis      | GF    | 29 avril 1991      | 1,95 m | Pirates de Seton Hall      |
| 31     | Žanis Peiners       | PG    | 2 août 1990        | 2,04 m | BK Ventspils               |
| 33     | Mārtiņš Meiers      | FC    | 30 mars 1991       | 2,08 m | BK Ventspils               |
| 15     | Davis Rozitis       | C     | 16 mars 1990       | 2,11 m | Valmiera-Lāčplēša alus     |
| 22     | Andrejs Šeļakovs    | C     | 8 novembre 1988    | 2,07 m | BK Jēkabpils               |
| 54     | Mārtiņš Laksa       | SF    | 20 juin 1990       | 2,00 m | BK Jūrmala                 |
|        | Ingus Jakovičs      | PG    | 18 avril 1993      | 1,86 m | VEF Riga                   |
|        | Ricmonds Vilde      | C     | 5 juillet 1990     | 2,06 m | Huskies de Houston Baptist |

Sélectionneur :  Ainars Bagatskis
Assistants : Arturs Stalbergs, Ainars Zvirgzdins, Roberts Stelmahers
Légende :

### Lituanie
La sélection est composée de :
| Numéro | Joueur                | Poste | Naissance         | Taille | Club 2014-2015             |
| ------ | --------------------- | ----- | ----------------- | ------ | -------------------------- |
| 5      | Mantas Kalnietis      | PG    | 6 septembre 1986  | 1,95 m | Lokomotiv Kouban-Krasnodar |
| 6      | Deividas Gailius      | PF    | 26 avril 1988     | 2,00 m | Klaipėdos Neptūnas         |
| 8      | Jonas Mačiulis        | F     | 10 février 1985   | 1,98 m | Real Madrid                |
| 10     | Renaldas Seibutis     | GF    | 23 juillet 1985   | 1,96 m | Darüşşafaka Spor Kulübü    |
| 11     | Domantas Sabonis      | C     | 3 mai 1996        | 2,05 m | Bulldogs de Gonzaga        |
| 12     | Antanas Kavaliauskas  | C     | 19 septembre 1984 | 2,07 m | Lietuvos rytas             |
| 13     | Paulius Jankūnas      | PF    | 29 avril 1984     | 2,05 m | Žalgiris Kaunas            |
| 15     | Robertas Javtokas     | C     | 20 mars 1980      | 2,11 m | Žalgiris Kaunas            |
| 17     | Jonas Valančiūnas     | C     | 6 mai 1992        | 2,10 m | Raptors de Toronto         |
| 19     | Mindaugas Kuzminskas  | F     | 19 octobre 1989   | 2,05 m | Unicaja Málaga             |
| 21     | Artūras Milaknis      | SG    | 16 juin 1986      | 1,95 m | Žalgiris Kaunas            |
| 43     | Lukas Lekavičius      | G     | 30 mars 1994      | 1,80 m | Žalgirips Kaunas           |
| 9      | Žygimantas Janavičius | SG    | 20 février 1989   | 1,93 m | Lietuvos rytas             |
| 33     | Artūras Gudaitis      | C     | 19 juin 1993      | 2,08 m | Žalgiris Kaunas            |
|        | Martynas Gecevičius   | SG    | 16 mai 1988       | 1,93 m | Lietuvos rytas             |
|        | Rokas Giedraitis      | SF    | 16 août 1992      | 2,00 m | KK Šiauliai                |
|        | Mindaugas Girdžiūnas  | PG    | 9 janvier 1989    | 1,88 m | Klaipėdos Neptūnas         |
|        | Adas Juškevičius      | SG    | 3 janvier 1989    | 1,94 m | Lietuvos rytas             |
|        | Vaidas Kariniauskas   | PF    | 16 novembre 1993  | 1,97 m | Žalgiris Kaunas            |
|        | Gediminas Orelik      | SF    | 14 mai 1990       | 1,98 m | Lietuvos rytas             |
|        | Marius Runkauskas     | SG    | 20 mai 1986       | 1,90 m | CSU Asesoft Ploiești       |
|        | Edgaras Ulanovas      | SF    | 7 janvier 1992    | 2,00 m | Žalgiris Kaunas            |
|        | Linas Kleiza          | SF    | 3 janvier 1985    | 2,03 m | Olimpia Milan              |
|        | Darjuš Lavrinovič     | C     | 1er novembre 1979 | 2,12 m | Grissin Bon Reggio Emilia  |
|        | Donatas Motiejūnas    | C     | 20 septembre 1990 | 2,13 m | Rockets de Houston         |
|        | Martynas Pocius       | SF    | 28 avril 1986     | 1,96 m | Galatasaray                |

Sélectionneur :  Jonas Kazlauskas
Assistants :  Gintaras Krapikas,  Darius Maskoliūnas, Benas Matkevicius
Légende :
- Non retenu dans la liste des 12
- Non retenu dans la liste des 14

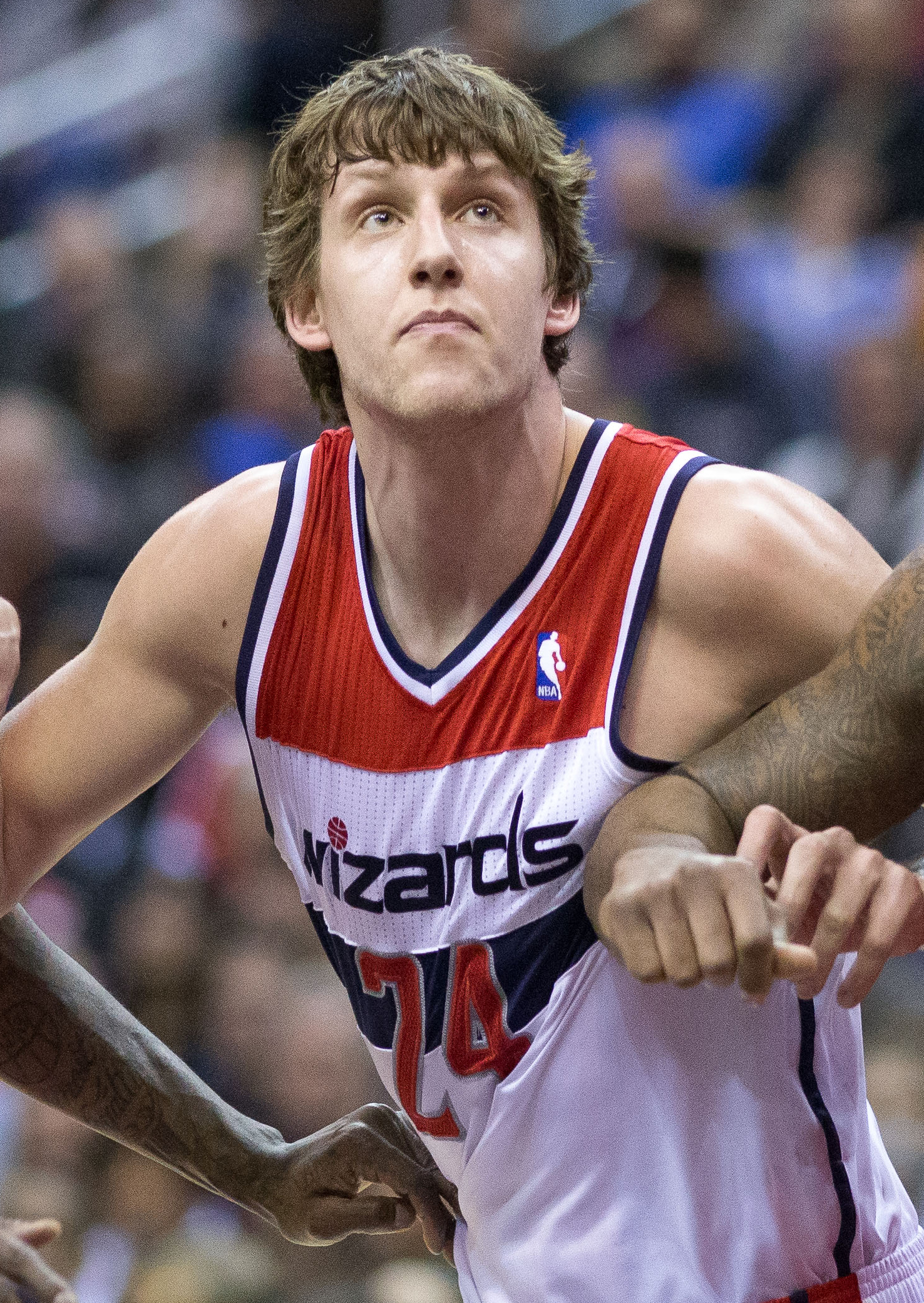
Jan Veselý

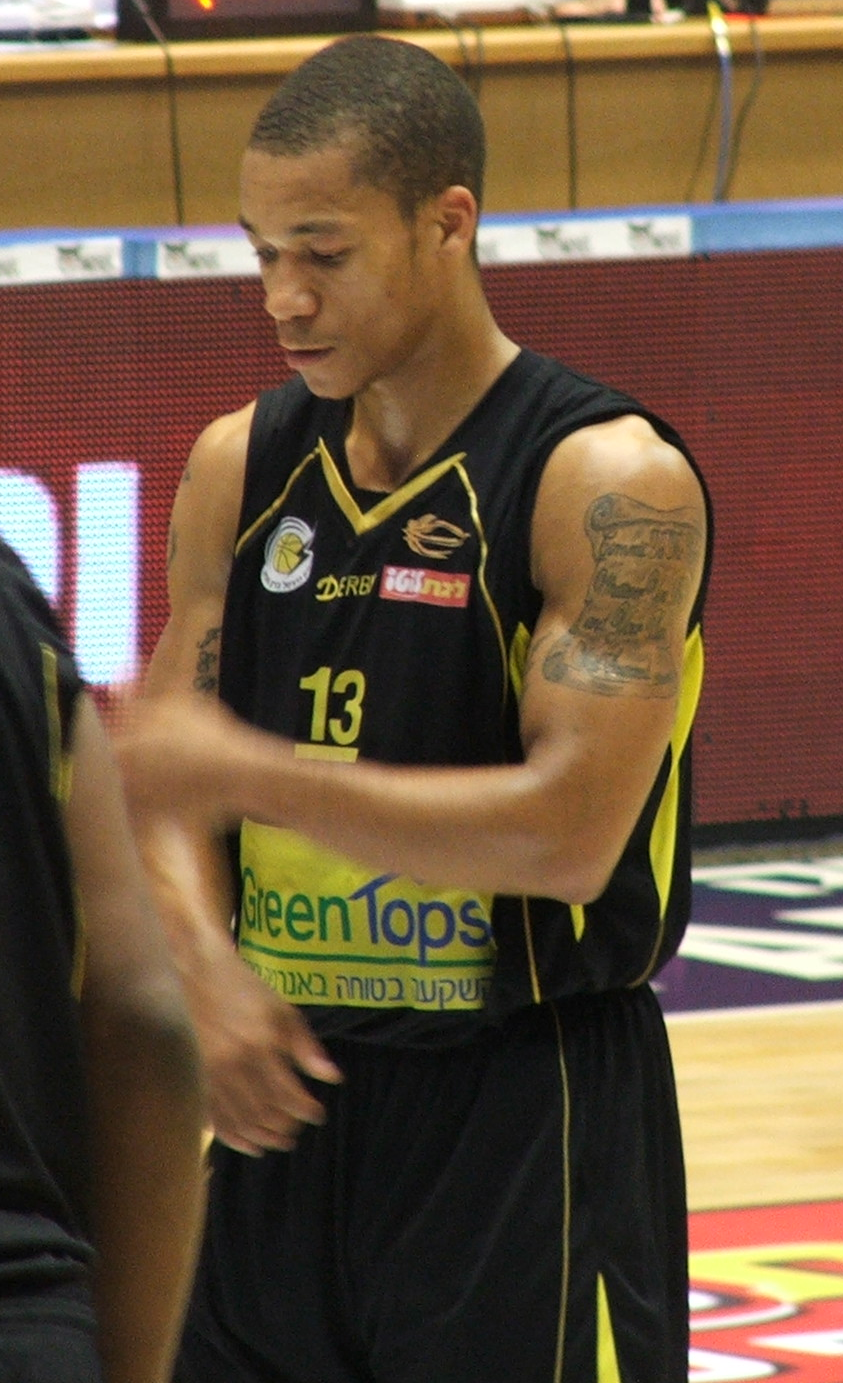
Jerome Randle

### République tchèque
La sélection est composée de :
| Numéro | Joueur           | Poste | Naissance          | Taille | Club 2014-2015                  |
| ------ | ---------------- | ----- | ------------------ | ------ | ------------------------------- |
| 4      | Petr Benda       | PF    | 25 mars 1982       | 2,04 m | ČEZ Basketball Nymburk          |
| 5      | Patrik Auda      | PF    | 29 août 1989       | 2,06 m | Polfarmex Kutno                 |
| 6      | Pavel Pumprla    | SF    | 13 juin 1986       | 1,97 m | Rio Natura Monbus Obradoiro CAB |
| 7      | Vojtěch Hruban   | SF    | 29 août 1989       | 2,00 m | ČEZ Basketball Nymburk          |
| 8      | Tomáš Satoranský | PG    | 30 octobre 1991    | 2,00 m | Barcelone                       |
| 9      | Jiří Welsch      | SG    | 27 janvier 1980    | 2,00 m | ČEZ Basketball Nymburk          |
| 10     | Pavel Houška     | PF    | 23 janvier 1984    | 2,03 m | ČEZ Basketball Nymburk          |
| 11     | Luboš Bartoň     | SF    | 7 avril 1980       | 2,02 m | ČEZ Basketball Nymburk          |
| 12     | David Jelínek    | GF    | 7 septembre 1990   | 1,94 m | Uşak Sportif                    |
| 13     | Jakub Sirina     | PG    | 21 novembre 1987   | 1,87 m | BK Opava                        |
| 14     | Blake Schilb     | SF    | 23 décembre 1983   | 1,98 m | Paris-Levallois Basket          |
| 24     | Jan Veselý       | PF    | 24 avril 1990      | 2,13 m | Fenerbahçe Ülker                |
| 5      | Ondřej Balvín    | C     | 20 septembre 1992  | 2,16 m | CDB Séville                     |
| 24     | Lukas Palyza     | SF    | 18 novembre 1989   | 2,01 m | BBC Bayreuth                    |
|        | Aleš Chán        | C     | 1er septembre 1980 | 2,16 m | WBC Kraftwerk Wels              |
|        | Radim Klecka     | SG    | 20 février 1990    | 1,90 m | BK Opava                        |
|        | Martin Kříž      | PF    | 17 juin 1993       | 2,01 m | ČEZ Basketball Nymburk          |
|        | Jakub Kudláček   | PG    | 3 mars 1990        | 1,93 m | Cocinas.com                     |
|        | Radek Nečas      | SF    | 18 juillet 1980    | 2,04 m | BK Prostějov                    |
|        | Adam Pecháček    | PF    | 19 février 1995    | 2,05 m | Pallacanestro Reggiana          |
|        | Ladislav Pecka   | PF    | 21 mars 1991       | 1,95 m | SLUNETA Ústí nad Labem          |
|        | Martin Peterka   | PF    | 12 janvier 1995    | 2,03 m | USK Prague                      |
|        | Tomás Pomikálek  | SF    | 7 juillet 1989     | 2,00 m | ČEZ Basketball Nymburk          |
|        | Kamil Švrdlík    | C     | 25 novembre 1986   | 2,04 m | ČEZ Basketball Nymburk          |
|        | Tomáš Vyoral     | PG    | 18 septembre 1992  | 1,88 m | BK Děčín                        |

Sélectionneur : Ronen Ginzburg
Assistants : Pavel Benes, Lubomir Ruzicka
Légende :

### Ukraine
La sélection est composée de :
| Numéro | Joueur                | Poste | Naissance         | Taille | Club 2014-2015            |
| ------ | --------------------- | ----- | ----------------- | ------ | ------------------------- |
| 4      | Maksym Pustozvonov    | SF    | 16 avril 1987     | 2,00 m | BK Boudivelnyk Kiev       |
| 5      | Jerome Randle         | PG    | 21 mai 1987       | 1,78 m | Eskişehir Basket          |
| 6      | Oleksandr Michoula    | PG    | 18 avril 1992     | 1,94 m | BC Dnipro Dnipropetrovsk  |
| 7      | Denys Loukachov       | PG    | 30 avril 1989     | 1,88 m | BK Boudivelnyk Kiev       |
| 8      | Kyrylo Fesenko        | C     | 24 décembre 1986  | 2,12 m | Avtodor Saratov           |
| 9      | Oleksandr Sizov       | PG    | 16 juin 1988      | 1,94 m | MBC Mykolaïv              |
| 10     | Stanislav Tymofeyenko | PF    | 3 juin 1989       | 2,02 m | BC Dnipro Dnipropetrovsk  |
| 11     | Oleksandr Lypovyy     | C     | 9 octobre 1991    | 2,08 m | BK Boudivelnyk Kiev       |
| 12     | Maxym Korniyenko      | PF    | 26 juin 1987      | 2,06 m | Khimik Youjne             |
| 13     | Ihor Zaytsev          | PF    | 11 mai 1989       | 2,10 m | Petrochimi Bandar Imam BC |
| 14     | Artem Pustovyi        | C     | 25 juin 1992      | 2,18 m | Khimik Youjne             |
| 15     | Pavlo Krutous         | SG    | 9 avril 1992      | 1,97 m | BK Kiev                   |
| 7      | Dmytro Gliebov        | PF    | 20 juillet 1988   | 1,99 m | BK Barons                 |
|        | Viatcheslav Bobrov    | SF    | 19 septembre 1992 | 2,02 m | BK Kiev                   |
|        | Joel Bolomboy         | PF    | 28 janvier 1994   | 2,06 m | Wildcats de Weber State   |
|        | Oleksandr Koltchenko  | SF    | 20 septembre 1988 | 1,97 m | Avtodor Saratov           |
|        | Kyryl Natyazhko       | C     | 30 novembre 1990  | 2,05 m | Turów Zgorzelec           |
|        | Ruslan Otverchenko    | SG    | 6 janvier 1990    | 1,96 m | BK Kiev                   |
|        | Oleksiy Petcherov     | C     | 8 décembre 1985   | 2,13 m | BC Kalev                  |
|        | Mykola Polyulyak      | SG    | 4 octobre 1990    | 1,91 m | BC Politekhnika-Halychyna |
|        | Sergiy Zagreba        | C     | 2 avril 1994      | 2,14 m | BC Dnipro Dnipropetrovsk  |
|        | Serhiy Hladyr         | SG    | 17 octobre 1988   | 1,97 m | Nancy                     |
|        | Vyacheslav Kravtsov   | C     | 25 août 1987      | 2,12 m | Foshan Dralions           |
|        | Oleksii Len           | C     | 16 juin 1993      | 2,17 m | Suns de Phoenix           |

Sélectionneur : Evgeni Murzin
Assistants : Oleksandr Lokhmanchuk, Leonid Ivatin, Yaroslav Zubrytskyy
Légende :